# Musée national archéologique d'Athènes
Pour les articles homonymes, voir Musée archéologique national.
Vous lisez un « bon article » labellisé en 2009.
Le Musée national archéologique d’Athènes (en grec moderne : Εθνικό Αρχαιολογικό Μουσείο) est le principal musée archéologique de Grèce. Il dépend directement du Directorat général des antiquités rattaché au ministère grec de la Culture. Il est dirigé en 2021 par Ánna-Vasilikí Karapanagiótou. Il possède l’une des plus vastes collections d’antiquités grecques au monde. Il abrite plus de 20 000 objets datant de la préhistoire à la fin de l'Antiquité venus de l'ensemble de la Grèce.
Il est organisé en cinq thèmes plus ou moins chronologiques : la collection préhistorique (du VIe millénaire à 1050 av. J.-C.), la collection de sculptures (VIIe au Ve siècle av. J.-C.), la collection de céramiques (XIe siècle av. J.-C. à l'époque romaine), la collection de bronzes, et les collections égyptienne et proche-orientale.
Le Musée épigraphique d'Athènes (Επιγραφικό Μουσείο) occupe les salles 1, 2, 9-10 et 114. Il présente des inscriptions couvrant toute l'Antiquité, depuis l'époque protohistorique jusqu'à l'Antiquité tardive.
Le Musée national abrite par ailleurs une vaste collection de photographies, une bibliothèque de recherche, des laboratoires de conservation des objets en métal, terre cuite, pierre et matière organique, un laboratoire photographique et un laboratoire chimique. Le musée accueille également des expositions temporaires.
En 2023, le gouvernement grec a approuvé les plans d’une extension souterraine de 20 000 mètres carrés du musée. L’extension devrait être achevée d’ici 2028 et comprendra également un jardin sur le toit.

## Histoire

### Création
L'Assemblée nationale de Trézène, en 1827, durant la guerre d'indépendance grecque, vota un article constitutionnel qui interdisait toute exportation d'antiquités. En 1829, la quatrième Assemblée nationale réaffirma cette interdiction et le nouveau κυβερνήτης (gouverneur) Ioánnis Kapodístrias prit des dispositions légales pour la faire appliquer. Il décida aussi de fonder le premier Musée national archéologique de Grèce, le 21 octobre 1829. Ce dernier s'installa dans le bâtiment d'un orphelinat sur Égine et son premier conservateur en chef fut l'érudit corfiote Andreas Moustoxydis. Dès 1830, un premier catalogue, réalisé par l'archimandrite L. Kambanis était publié.

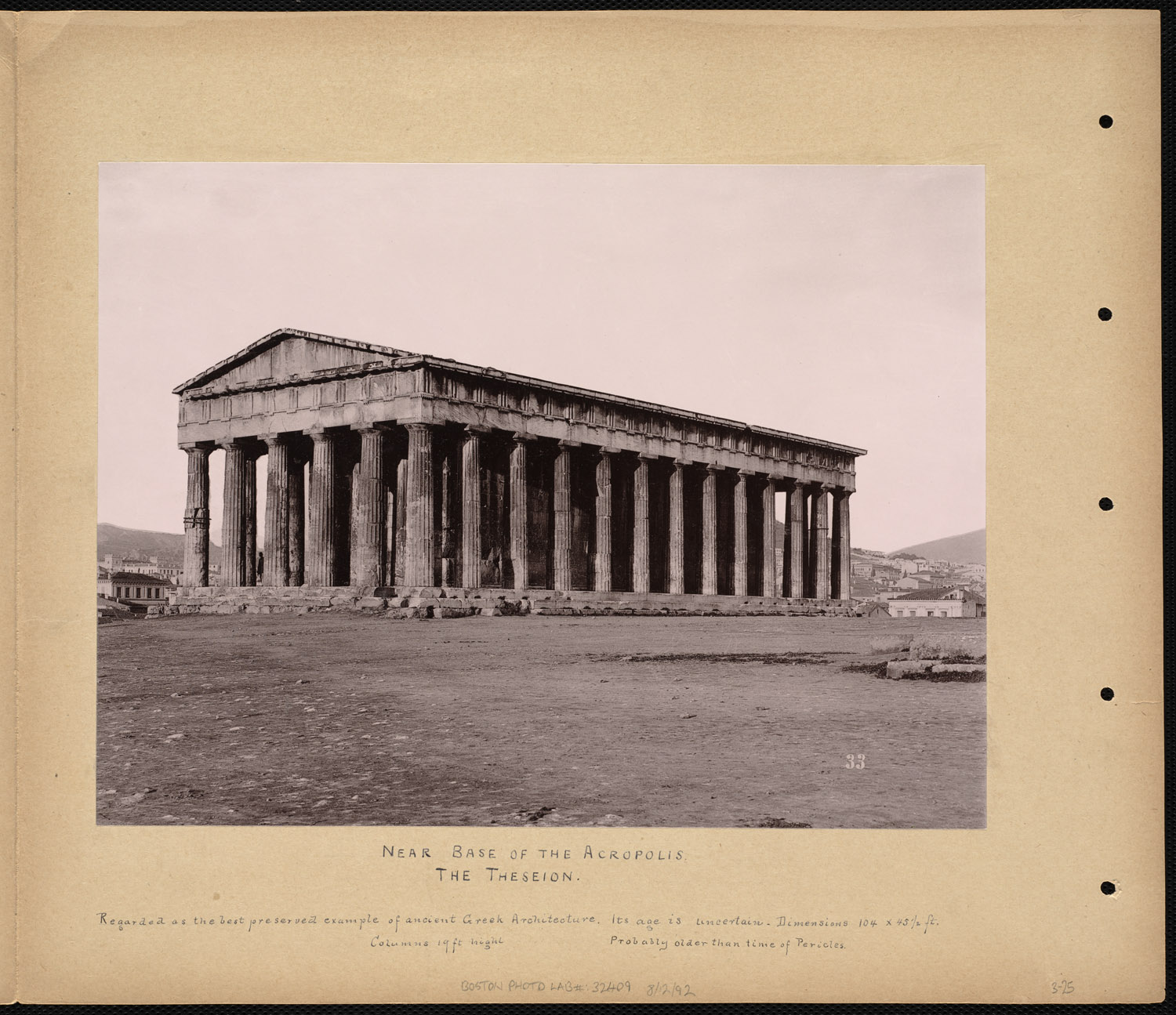
Le « Théséion », qui abrita le musée après 1834.

Le musée suivit le déplacement de la capitale et fut successivement installé à Nauplie, puis, à partir de 1834, à Athènes dans le « Théséion », la tour des Vents ou la bibliothèque d'Hadrien. La première des lois grecques concernant l'archéologie, votée en 1834, prévoyait la construction d'un bâtiment spécifique pour abriter le « Musée public central d'Antiquités », comme on décida alors de l'appeler. Cependant, celle-ci tarda, les projets étant refusés les uns après les autres. L'accroissement des collections, en grande partie dû aux travaux des écoles archéologiques étrangères travaillant en Grèce, la rendit encore plus urgente. Elle commença finalement en 1866,,.

### Construction

#### Projets et difficultés
Un premier projet fut confié dès 1834 à Leo von Klenze, l'architecte de Louis Ier de Bavière, père du roi de Grèce Othon. Von Klenze était l'architecte de la glyptothèque et de la pinacothèque de Munich. Il s'inspira d'ailleurs de ce dernier bâtiment pour une « Galerie nationale de sculpture » prévue à l'angle sud-est de l'Acropole (là où fut plus tard érigé le musée de l'Acropole), mais le projet fut jugé trop austère. Von Klenze proposa un nouveau bâtiment, plus imposant, qu'il appela le « Pantechneion » et qu'il envisageait de construire sur la colline Ághios Athanásios, dans le Céramique (là où il avait un temps prévu d'élever le palais royal). Le projet proposait deux bâtiments asymétriques : un rectangulaire et une rotonde reliés par un portique, qui devaient rappeler ainsi les Propylées et l'Érechthéion de l'Acropole. Le coût trop élevé du projet en empêcha la réalisation,.
D'autres architectes européens proposèrent alors leurs propres projets, tous rejetés. Finalement, le roi Othon organisa à partir du 30 juin 1858 un concours international, jugé par l'Académie de Munich. À nouveau, les projets, quatorze en tout, présentés au public en 1861, furent rejetés, même si le projet d'un architecte italien, Arturo Conti, fut plébiscité par le public. Le roi lui accorda alors la croix du Sauveur,.
Ludwig Lange, professeur d'architecture à l'Académie de Munich et auteur du musée de Leipzig, proposa, de sa propre initiative, des nouveaux plans : un bâtiment carré, organisé autour de deux cours, avec une colonnade en façade. La chute d'Othon et les problèmes financiers du pays empêchèrent à nouveau le projet de se réaliser et la proposition de Lange fut oubliée. Une campagne de presse à partir de 1864 demanda la construction d'un musée. Un comité fut créé afin d'y réfléchir à partir des plans de Conti. Ceux de Lange furent alors redécouverts et jugés supérieurs. Le 24 février 1865, un décret royal de Georges Ier décida de la construction, confiée à l'architecte Panagiótis Kálkos (en), d'un « Musée archéologique national » sur la colline d'Ághios Athanásios, à partir de plans de Lange. Les travaux commencèrent, mais l'emplacement, au cœur d'un site archéologique posa problème et les travaux s'arrêtèrent. Un terrain fut offert par Eléni Tosítsa (en), à côté de la Polytechnique d'Athènes, dans le but de construire le musée. Un nouveau décret royal fut signé le 23 mars 1866 et la première pierre fut posée le 3 octobre 1866 en présence du souverain, du gouvernement, de députés et de membres du Saint Synode.

#### Le bâtiment

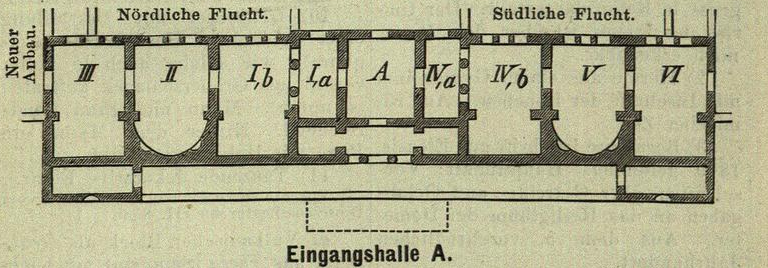
Plan du musée en 1881
tiré de Arthur Milchhoefer, Die Museen Athens, 1881.

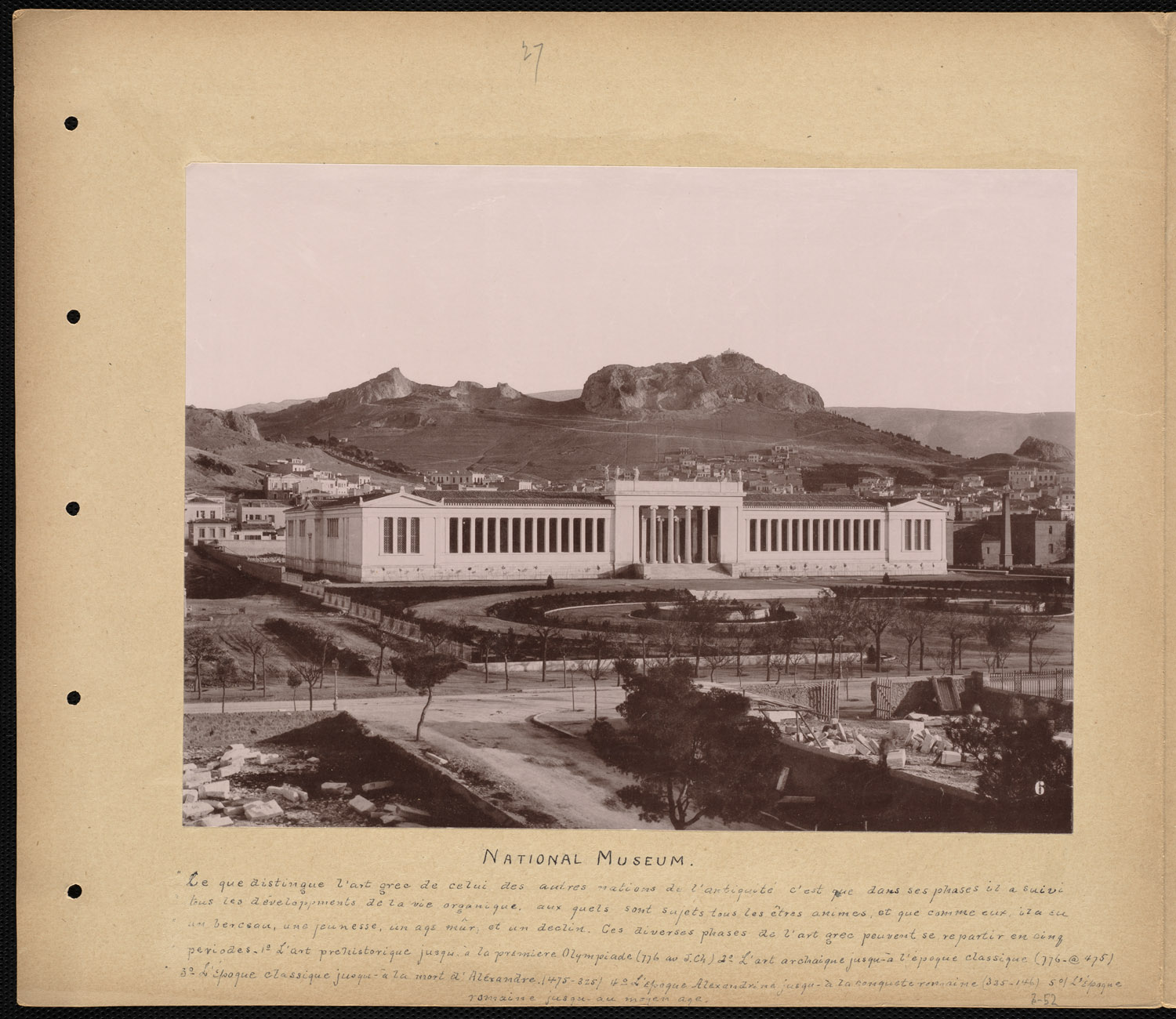
Le Musée national en 1893.

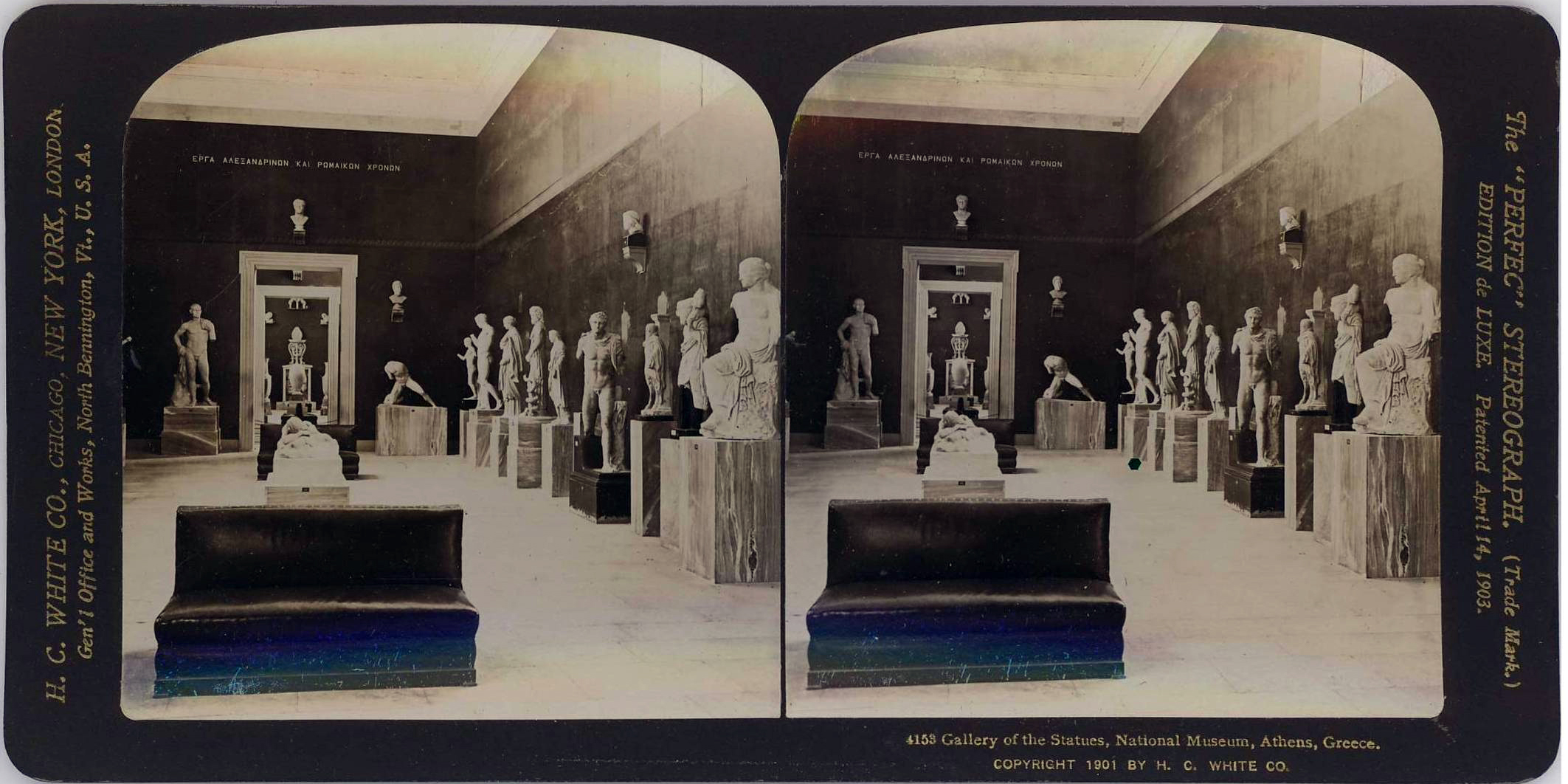
Salle de sculpture romaine. Vue stéréoscopique, 1901.

La construction prit cependant du retard en raison du décès de Panagiótis Kálkos, remplacé par Armódios Vláchos, puis de problèmes de financement. La partie centrale de l'aile ouest fut achevée en 1874. Le principal changement par rapport aux plans de Lange était la disparition de la colonnade. Theophil Hansen fut contacté. On lui proposa de poursuivre la construction. Il refusa : il n'aimait pas les plans de Lange. Il suggéra par contre de tout reprendre à zéro, au sud de l'Acropole, pour un coût de sept millions de drachmes. L'État grec refusa. Finalement, son élève Ernst Ziller accepta de prendre la relève. Il remania les plans de Lange et donna au musée son aspect néo-classique. Il reprit la proposition qu'il avait faite pour le musée archéologique d'Olympie : un portique avec quatre colonnes ioniques en façade et une de chaque côté de la porte ; deux galeries latérales à pilastres carrés terminées par un portique avec un fronton vide et des statues de terre cuite au-dessus du porche (la marque de fabrique de Ziller). L'aile sud fut complétée en 1885 et l'aile nord en 1889. Commencé en 1866, le bâtiment principal fut achevé en 1889 grâce à des financements de l’État grec (qui à partir de 1854 réserva sur son budget annuel la somme insuffisante de 10 000 drachmes), de la Société archéologique d'Athènes et de mécènes dont Eléni Tosítsa qui offrit le terrain, Dimítrios Bernardákis (en), un Grec vivant à Saint-Pétersbourg, qui donna 200 000 drachmes en 1856 puis son fils, Nikólaos, qui offrit 100 000 francs au début des années 1870,,,,.
Dès les premières années, le musée se révéla insuffisant pour accueillir des collections toujours plus abondantes. Une première extension fut réalisée de 1903 à 1906 : trois salles, conçues par l'architecte grec Anastásios Metaxás, furent ajoutées vers l'est, dans l'axe de l'entrée principale. À nouveau, elles furent rapidement insuffisantes. Une nouvelle extension, importante cette fois-ci, fut réalisée entre 1932 et 1939, par l'architecte grec Geórgios Nomikós, toujours vers l'est. L'extension de 1903-1906 fut démolie et remplacée par un bâtiment de deux étages où les bureaux et les laboratoires furent aussi installés, ainsi que des réserves en sous-sol. Il donna au musée son organisation actuelle autour de deux cours intérieures, avec près de 8 000 m2 d'exposition,,,,.

### Premières présentations et rénovation
Le transfert des collections nationales commença dès 1874, alors même que le bâtiment était encore en construction. Le Premier ministre Charílaos Trikoúpis suggéra en 1881 de baptiser définitivement le « Musée central » en « Musée national archéologique ». Aux collections déjà rassemblées à Athènes vinrent se joindre en effet des objets de l'ensemble du pays. En 1884, la Société archéologique d'Athènes commença à y transférer ses collections. En 1890, le collectionneur grec Ioánnis Dimitríou (en) fit don de sa collection d'antiquités égyptiennes. D'autres collectionneurs firent de même : Eléni Stathátou (el), Konstantínos Karapános ou Grigórios Empedoklís (el). La première présentation des collections fut réalisée par l'éphore des antiquités Panayiótis Kavvadías principalement, aidé de Chrístos Tsoúntas pour la préhistoire et Valérios Stáis pour les petits objets. Elle était thématique : sculpture, céramique, statuettes en terre cuite et en bronze, inscriptions (maintenant déplacées au Musée épigraphique d'Athènes), collection mycénienne, collection égyptienne. La taille, relativement petite au début du XXe siècle du musée faisait qu'il était assez encombré : les stèles étaient par exemple accrochées au mur comme des tableaux,,.
Pendant la Seconde Guerre mondiale, une grande partie des collections furent dispersées pour éviter les pillages : cachées sous du sable dans les réserves du musée, sous les salles mêmes du musée, dans les fosses creusées pour l'occasion, dans les coffres de la Banque de Grèce voire dans des grottes de l'Attique. Le bâtiment lui-même fut alors utilisé pour abriter l'orchestre national, la poste et le Ministère de la santé. Pendant la guerre civile, il fut endommagé par les combats et servit de prison. Il fallut avant toute chose restaurer le bâtiment, et principalement son toit. Pendant les travaux, financés par le plan Marshall, une présentation réduite des collections fut concentrée dans trois puis dix salles de l'aile ouest. La réouverture partielle eut lieu en 1946 avec une exposition célébrant le centenaire de l'École française d'Athènes. Ensuite, le directeur du musée Chrístos Karoúzos (el) et son épouse Sémni Karoúzou réorganisèrent les collections dans un ordre chronologique (de la préhistoire à la Grèce romaine) en collaboration avec l'architecte Pátroklos Karantinós qui réorganisa les espaces. Le musée rouvrit entièrement en 1964. La collection égyptienne fut à nouveau exposée à partir de 1994,.

### Le musée auXXIesiècle
Le musée a été fermé du 1er octobre 2002 au 1er juin 2004 pour rénovation, après le tremblement de terre de 1999, mais aussi en préparation des Jeux olympiques d'été de 2004,. Les salles ont ouvert ensuite progressivement. Depuis juin 2008, la collection égyptienne est à nouveau visible. À cette occasion, les horaires ont été étendus : le musée est désormais ouvert jusqu'à 20 h. Le 26 février 2009, quatre nouvelles salles, financées par l'Union européenne ont ouvert, achevant ainsi la rénovation. Elles exposent 2 500 objets jusque-là en réserve : idoles en céramique, bijoux en or, objets de verre ainsi que des objets chypriotes et la collection Vlastós-Serpiéris,.
En 2017, la barre des 500 000 visiteurs est franchie, avec une hausse de 18,4% par rapport à 2016. En 2019, le musée a battu son record de fréquentation avec 608 876 entrées, avant que la pandémie de Covid-19 ne fasse chuter le nombre de visiteurs en 2020.
Fin 2022, un important projet d'extension du musée signé par l'architecte britannique David Chipperfield et son confrère grec Aléxandros Tombázis (en) est annoncé par le ministère de la Culture et des Sports,,.

## Les collections

Plan du rez-de-chaussée.

### Préhistoire
(au rez-de-chaussée, salles 3 à 6, et au 1er étage, salle 48)

#### Néolithique (-6800/-3300)
Rez-de-chaussée, salle 5
La salle 5 du rez-de-chaussée abrite la collection « pré-mycénienne » : Néolithique et âge du bronze ancien et moyen (6 800 à 1 600 av. J.-C.). Les objets, organisés de façon chronologique, proviennent d'habitats et de cimetières de Grèce continentale et des îles de l'Égée, dont d'importantes découvertes dans l'Égée du Nord-Est.
La partie néolithique provient principalement de sites de Thessalie, les premières sédentarisations d'une population passant à l'agriculture et l'élevage. Les objets exposés sont surtout des objets de la vie quotidienne : vases, vaisselle, outils, armes et bijoux. La présentation est chronologique afin de permettre d'appréhender les évolutions techniques, comme l'introduction du tour de potier. On peut aussi voir quelques figurines masculines et féminines, en argile, dont le « Penseur ».
La partie consacrée à l'âge du bronze présente des objets caractéristiques des cultures de l'Égée du Nord-Est, en bronze et en or provenant de Poliochni sur Lemnos, mais aussi de Troie (offerts par Sophie Schliemann, l'épouse de Heinrich Schliemann). Sont exposés aussi des objets retrouvés dans des tombes : tumulus helladique ancien de Leucade, tombes de l'Helladique moyen à Sésklo et Dimíni et de la poterie mynienne vernissée noire d'Orchomène en Béotie,.
| Objet | Description                                                                                           | Origine et datation                                       |
| ----- | --- | --------------------------------------------------------- |
| 3928  | Figurine féminine néolithique en marbre Figurine féminine en marbre, trouvée à Sparte.                | Sparte -6500/-5800                                        |
| 5922  | Vase néolithique trichrome Vase néolithique en terre cuite, à décoration trichrome.                   | Dimíni, Thessalie -5300 / -4800                           |
| 5937  | Figurine de courotrophe Statuette de terre cuite d'une femme assise, tenant son enfant dans les bras. | Acropole de Sésklo, Thessalie Néolithique, -4800 / - 4500 |
| 5894  | Le « Penseur » Statuette de terre cuite d'un homme assis, apparemment un dieu de la fertilité.        | Karditsa, Thessalie Néolithique, -4500 / -3300            |

#### Âge du bronze
Rez-de-chaussée, salle 5
La salle 5 présente aussi des objets de l'âge du bronze du nord-est de l'Égée.
| Objet | Description                                                                                | Origine et datation           |
| ----- | ------------------------------------------------------------------------------------------ | ----------------------------- |
| 4452  | Céramique troyenne Dépas (amphikypellon) en terre cuite provenant de Troie. Âge du bronze. | Troie Âge du bronze.          |
| 80808 | Cochon en terre cuite Cochon en céramique provenant de l'île de Lemnos.                    | Poliochini, Lemnos 2500/-2300 |

#### Collection cycladique (Bronze récent, -3200/-2000)
Rez-de-chaussée, salle 6
La salle 6 offre une importante collection d'art cycladique, avec ses célèbres idoles. Elle est organisée de façon chronologique, mais aussi en fonction des provenances. Les découvertes de Phylakopi sur Milos par la British School at Athens font l'objet d'une présentation particulière. L'« Idole d'Amorgós » est l'une des plus grandes jamais retrouvées : elle mesure 1,50 m (XXVIIIe – XXVIe siècle av. J.-C.). Cette salle contient aussi les musiciens (joueur de harpe et flûte) provenant de Kéros, des « poêles à frire », des vases de marbre (kandiles) et de la céramique cycladique, ainsi que les fragments des fresques de Phylakopi,,.
| Objet | Description | Origine et datation                                                         |
| ----- | --- | --------------------------------------------------------------------------- |
| 8954  | « Poêle à frire » en terre cuite. Décor de soleil et de vagues. | Phalère (Attique) Cycladique ancien II, -2800/-2300.                        |
| 6184  | Poêle cycladique (el) « Poêle à frire », représentant un navire et des poissons. | Site de Chalandrianí, sur l'île de Syros Cycladique ancien II (-2800/-2300) |
| 3978  | Idole cycladique d'Amorgós (el) Hauteur 1,52 m Variété « de Spédos », marbre. | Amorgós, âge du bronze. Cycladique ancien II (-2800/-2300)                  |
| 3910  | Idole cycladique : aulète (el) Idole cycladique de Kéros, en marbre. | Kéros Cycladique ancien II (-2800/-2300)                                    |
| 3908  | Idole cycladique : harpiste (el) Idole cycladique de Kéros, en marbre. | Kéros Cycladique ancien II (-2800/-2300)                                    |
| 6174  | Divinité féminine Style anguleux propre à certaines statuettes de Syros. | Idole cycladique de Syros                                                   |
| 20934 | Idole féminine cycladique. | Type de Spedos, cycladique ancien                                           |
| 6176  | Rhyton en forme d'ours (ou de hérisson) Vase zoomorphe en argile peinte. Trouvé en 1898 par Chrístos Tsoúntas dans le cimetière de l'âge du bronze de Chalandrianí (Χαλανδριανή), Syros. Période du cycladique ancien II, culture de Kéros-Syros. | Chalandrianí, Syros. -2600/-2300                                            |
| 5782  | Pied de vase décoré de pêcheurs (el) Peintures figurant des pêcheurs vêtus de tuniques et tenant des poissons. | Milos                                                                       |
| 5844  | Fresque de Phylakopi Peinture murale. | Phylakopi (Milos) Cycladique ancien III (-2300/-2000)                       |

#### Fresques et céramiques d'Akrotiri à Théra/Santorin (XVIesiècleav. J.-C.)
1er étage, salle 48
Les fresques polychromes d'Akrotiri, sur Santorin, ainsi que de la vaisselle, des armes et des outils sont exposés en haut de l'escalier au premier étage, salle 48. Akrotiri, qui fut détruite à son apogée au XVIe siècle av. J.-C., est considérée comme une « Pompéi » de l'Égée. Elle fut alors recouverte par une épaisse couche de pierre ponce conservant intactes ses maisons à étages. Elle était alors sous influence minoenne (motifs décoratifs sur les céramiques, fresques murales et adoption du Linéaire A).
Les fresques ont été découvertes lors des fouilles des années 1967-1974 par Spyrídon Marinátos : la fresque du « printemps » (avec des crocus et des hirondelles) couvre trois murs mais la plus célèbre est celle dite des « boxeurs ». Elles ont été peintes sur des murs recouverts de plâtre humidifié, ce qui a permis leur conservation. Quelques détails furent ajoutés après séchage.
Les céramiques présentes dans cette salle sont des vases polychromes à motifs floraux (lys, crocus) et animaux (chèvres, dauphins), motifs importés du continent ou de Crète. On peut aussi voir la reconstitution d'un lit et d'un panier,,.
| Objet | Description | Origine et datation                        |
| ----- | --- | ------------------------------------------ |
|       | Fresque des antilopes | Akrotiri (Santorin), XVIe siècle av. J.-C. |
|       | Fresque des boxeurs | Akrotiri (Santorin), XVIe siècle av. J.-C. |
|       | Fresque de la procession nautique                                                                                          | Akrotiri (Santorin), XVIe siècle av. J.-C. |
|       | Fresque du printemps (el)                                                                                                  | Akrotiri (Santorin), XVIe siècle av. J.-C. |
|       | Fresque de la maîtresse des bêtes sauvages (el) La « maîtresse des bêtes sauvages » est une divinité comparable à Artémis. | Akrotiri (Santorin), XVIe siècle av. J.-C. |
|       | Fresque des singes bleus                                                                                                   | Akrotiri (Santorin), XVIe siècle av. J.-C. |
|       | Fresque du pêcheur | Akrotiri (Santorin), XVIe siècle av. J.-C. |
|       | Fresque de la femme aux papyrus                                                                                            | Akrotiri (Santorin), XVIe siècle av. J.-C. |
|       | Rhyton en forme de tête de lion                                                                                            | Akrotiri (Santorin), XVIe siècle av. J.-C. |
|       | Vase polychrome avec dauphin                                                                                               | Akrotiri (Santorin), XVIe siècle av. J.-C. |
|       | Vase élancé à attributs féminins                                                                                           | Akrotiri (Santorin), XVIe siècle av. J.-C. |
|       | Cruche à épis de blé | Akrotiri (Santorin), XVIe siècle av. J.-C. |

### Civilisation mycénienne (-1600/-1100)
Rez-de-chaussée, salle 4
Les salles 3 et 4 du rez-de-chaussée, face à l'entrée, sont consacrées à la civilisation mycénienne. La petite salle 3 contient divers objets de l'époque mycénienne, provenant de l'Attique (Athènes, Brauron, Markópoulo et Salamine) et de l'ensemble de la Grèce,.
La vitrine centrale de la plus grande salle (no 4) abrite les objets trouvés dans la tombe no V du cercle A de Mycènes, dont le célèbre masque funéraire en or, que Heinrich Schliemann lors de sa découverte baptisa « masque d'Agamemnon », remontant au XVIe siècle av. J.-C. Martelé au repoussé à partir du visage du mort avant son enterrement, il peut être considéré comme une sorte de portrait. La même vitrine contient un poignard en bronze damasquiné en or et argent et représentant une scène de chasse aux félins,.
Les vitrines sur le côté exposent les autres objets trouvés dans les tombes des cercles A et B de Mycènes : vaisselle, bijoux et armes. Les rhytons (vases à libation en forme d'animaux), en métal précieux (or et argent) ou en pierre (marbre, albâtre, obsidienne mais aussi cristal de roche) y sont nombreux,.
Cette salle expose aussi les coupes en or de la tholos de Vaphio, près de Sparte, découvertes en 1889 ; des tablettes inscrites en linéaire B ; un sceau en or du trésor de Tirynthe ; ainsi que la « Dame de Mycènes », un fragment de fresque considéré comme la première représentation naturaliste en Occident (XIIIe siècle av. J.-C.),.
| Objet       | Description | Origine et datation                                        |
| ----------- | --- | ---------------------------------------------------------- |
| 1758        | Gobelets de Vaphio Coupe I : capture de trois taureaux. | Vaphio, Laconie -1500/-1450                                |
| 1759        | Gobelets de Vaphio Coupe II : domptage des taureaux. | Vaphio, Laconie -1500/-1450                                |
| 4575        | La Mycénienne ou Dame de Mycènes Visage blanc, de profil, sur fond bleu. Tresses noires, bijoux. Buste représenté de face. | Acropole de Mycènes XIIIe siècle av. J.-C.                 |
| 11671-11672 | Fresques des boucliers Deux fresques murales dépeignant des boucliers en forme de 8, avec une sangle de suspension au milieu. Modèle réel de bouclier en peau de vache, avec les taches caractéristiques. Le motif du bouclier en 8 se retrouve dans l'orfèvrerie mycénienne.                                                                                                   | Acropole de Mycènes                                        |
| 5883        | Fresque représentant une femme, dans une procession Visage blanc de profil, contours noirs sur fond bleu clair. Poitrine nue, tient une pyxide. | Τirynthe XIIIe siècle av. J.-C.                            |
| 3-5         | Diadèmes en or, avec décor au repoussé | Mycènes, cercle A, tombe ΙΙΙ                               |
| 625         | Pectoral en or Décor repoussé de spirales et de feuilles. | Mycènes, cercle A, tombe V                                 |
| 8339        | Dague de bronze à motifs de nautiles Dague de bronze avec incrustations d'or et d'argent, motifs de nautiles. | Τombe de Pýlos XVe siècle av. J.-C.                        |
| 8340        | Dague de bronze à décor d'animaux sauvages Dague de bronze avec incrustations d'or et d'argent. Décor d'animaux sauvages, poignée en or. | Τombe de Pylos XVe siècle av. J.-C.                        |
| 394         | Dague de bronze à décor de chasse au lion (el) Scène de chasse au lion. Incrustations d'or, électrum et nielle. | Mycènes, cercle A, tombe IV.                               |
| 765         | Dague en bronze à décor de paysage nilotique Bronze incrusté d'un décor de paysage nilotique. Des félins chassent des oiseaux aquatiques parmi des fleurs de papyrus. Le fin décor d'or et d'argent est maintenu sur la lame de bronze à l’aide d’un alliage d’or, d’argent et de bronze.                                                                                       | Mycènes, Cercle funéraire A, tombe V XVIe siècle av. J.-C. |
| 253         | Masque en or | Mycènes, cercle A, tombe IV                                |
| 254         | Masque en or | Mycènes, cercle A, tombe IV                                |
| 624         | Masque « d'Agamemnon » Découvert par Schliemann en 1876, lors des fouilles des tombes du cercle A. Authenticité du masque incertaine. De plus, les tombes du cercle A sont datées du XVIe siècle av. J.-C., environ trois siècles avant l'histoire ou le mythe d'Agamemnon et de la guerre de Troie.                                                                            | Mycènes, cercle A, tombe V XVIe siècle av. J.-C.           |
| 384         | Rhyton d'argent à tête de taureau (el) Les cornes, la rosette frontale, le mufle sont en or. | Mycènes, cercle A, tombe IV XVIe siècle av. J.-C.          |
| 273         | Rhyton en or à tête de lion (el) Vase rituel funéraire doré, en tôle martelée, en forme de tête de lion. | Mycènes, cercle A, tombe IV XVIe siècle av. J.-C.          |
| 241         | Bague-sceau en or avec combat armé | Mycènes, cercle A, tombe IV XVIe siècle av. J.-C.          |
| 240         | Bague-sceau en or avec char de combat | Mycènes, cercle A, tombe IV XVIe siècle av. J.-C.          |
| 6208        | Bague en or avec scène d'offrande Scène d'offrande à une déesse par des démons. | Tirynthe Mycénien moyen                                    |
| 412         | Coupe de Nestor (Mycènes) Coupe en or, à deux anses et décor d'oiseaux, trouvée par Heinrich Schliemann à Mycènes, en 1876, qui l'a identifiée comme la « Coupe de Nestor » décrite dans l'Iliade. Mais les tombes du cercle A sont désormais datées du XVe siècle av. J.-C., environ trois siècles avant la guerre de Troie, si on la considère comme un événement historique. | Mycènes, cercle A, tombe IV XVe siècle av. J.-C.           |
| 8638        | Coupe en forme de canard Coupe en cristal de roche, en forme de canard. | Mycènes, cercle B des tombes XVIe siècle av. J.-C.         |
| 388         | Rhyton en forme de cervidé | Mycènes, cercle B des tombes XVIe siècle av. J.-C.         |
| 2489        | Coupe en argent avec frise de têtes masculines Coupe en argent décorée d'une frise de têtes masculines en or et nielle. | Mycènes, tombe à chambre XVIe siècle av. J.-C.             |
| 4575        | Tête féminine de Mycènes (el) Tête en plâtre à décor polychrome noir et rouge sur fond blanc. Dessins faciaux de rosettes rouges. | Acropole de Mycènes XIVe / XIIIe siècles av. J.-C.         |
| 1426        | Vase aux Guerriers Cratère figurant des guerriers partant en campagne, armés de boucliers, casques, lances, armures courtes. | Mycènes, secteur du cercle A des tombes Vers -1200         |
| 1428        | Stèle de Mycènes, avec représentation d'un char Représentation d'une scène de chasse, avec un char léger et deux hommes, l'un tenant une arme. | Cercle A des tombes de Mycènes, tombe V Vers -1600         |
| 7711        | Idole en ivoire Figure de deux divinités féminines vêtues dans le style crétois, avec un enfant à leurs pieds. Possible représentation de Déméter et Perséphone. | Acropole de Mycènes XIIIe siècle av. J.-C.                 |

### Sculpture archaïque
Les salles 7 à 13, toujours au rez-de-chaussée, abritent les sculptures de l'époque archaïque (VIIIe – VIe siècle av. J.-C.), principalement des kouroï (type canonique plus ou moins inspiré par l'Égypte et les xoana anciens : un jeune homme nu dont une jambe, le plus souvent la gauche, est avancée), et des korai (statue de jeune femme, en péplos),.
Le kouros de Sounion, daté des environs de 600 av. J.-C., est une colossale statue votive de plus de 3 m de haut, provenant du parvis du temple de Poséidon (salle 8). La salle 11, où l'on peut voir le kouros de Milos et le kouros de Volomandra, en marbre de Paros, permet de se rendre compte des évolutions du milieu du VIe siècle av. J.-C., avec l'apparition du célèbre « sourire archaïque ». La stèle en l'honneur d'Aristion, par Aristoclès, dans la salle 13, qui représente un hoplite ou le kouros d'Anavyssos, tous deux datés de 520 av. J.-C., permettent de constater les évolutions des techniques depuis le début du VIe siècle av. J.-C. Il en est de même pour le kouros d'Aristodikos (vers 500 av. J.-C.), découvert pendant la Seconde Guerre mondiale à Kératéa, dont le traitement de la chevelure marque une rupture ou pour l’Hoplitodrome ou Hoplite courant (vers 500 av. J.-C. aussi), parfois considéré (à tort) comme un monument commémorant Philippidès,,.
Ce qui constitue le motif le plus constant c'est l'image du corps humain et la représentation du nu dans la Grèce antique, tout particulièrement le corps des hommes, le corps féminin étant, à de très rares exceptions près, plus ou moins voilé.
| Objet | Description | Origine et datation                                                          |
| ----- | --- | ---------------------------------------------------------------------------- |
| 776   | Statuette de déesse en ivoire Statuette de déesse nue, trouvée au cimetière du Dipylon. Porte un bandeau orné de méandres. Influence syrienne probable. | Une des tombes du Dipylon, Athènes. 750 av. J.-C.                            |
| 1     | Artémis de Nicandra (el) Selon l'inscription archaïque, sur le côté gauche, la statue a été dédiée à Artémis par Nicandra de Naxos, femme remarquable parmi les femmes... La statue fut la première enregistrée au musée, en 1878. Elle porte donc le no 1. | Sanctuaire d'Artémis à Délos -660 / -650                                     |
| 2869  | Fragment d'une statue de divinité féminine (el) Le style dédalique des traits du visage pourrait indiquer une œuvre produite en Crète ou à Corinthe. Voir : - Style dédalique - Dame d'Auxerre | Acropole de Mycènes -630                                                     |
| 3372  | Kouros du Dipylon C'est le plus ancien des kouroï qui nous soient parvenus. Il reste la tête et une main. | Dipylon, Athènes Vers -610                                                   |
| 2720  | Kouros de Sounion Type de kouros archaïque. Marbre de Naxos. Ex-voto du temple de Poséidon, 3,05 m de haut. Bien que le pied gauche soit avancé, le poids de la figure est réparti de manière égale sur les deux pieds. Le corps et la tête sont alignés, créant un équilibre et une symétrie. Fixée sur un cou cylindrique, la tête est large et carrée. Le visage est plat et les lèvres se courbent en un sourire archaïque.                                                            | Sounion vers -600.                                                           |
| 28    | Sphinx funéraire (el) Sphinx en marbre pentélique, provenant probablement d'un monument funéraire. Il manque les extrémités des pattes, des ailes et de la queue. Le sphinx, assis sur ses pattes arrière, porte une couronne haute, avec trois rosettes en relief. Des résidus de couleur brune sont conservés sur la couronne, tandis que les ailes étaient peintes en rouge et bleu. | Spáta, Attique. Vers -570/-550.                                              |
| 61    | Tête d'un kouros Tête d'un kouros archaïque, trouvée à Éleusis. | Éleusis vers -560.                                                           |
| 27    | Tête d'une korè Œuvre attique, provenant d'Éleusis. Marbre pentélique. Hauteur : 14 cm. | Éleusis Fin du VIe siècle av. J.-C.                                          |
| 1558  | Κοuros de Milo Le visage arbore un sourire qui n'existait pas chez les kouroï précédents. | Μilos -560 / -550                                                            |
| 21    | Niké de Délos Hauteur 90 cm. Les ailes manquent, ainsi qu'une partie des bras et des jambes. Les doigts de la main gauche subsistent sur la hanche. La Victoire est représentée en vol. Marbre de Paros. | Délos -550                                                                   |
| 1906  | Kouros de Volomandra Kouros funéraire, trouvé à Volomandra, en Attique. Un peu plus grand que nature. | Volomandra (Attique) -550                                                    |
| 16    | Tête d'un kouros en marbre (el) Le nez et le menton sont endommagés. Les cheveux, tenus par un bandeau, sont arrangés en longues tresses tombant sur les épaules. L'arrière de la tête n'est pas traité. Le visage long et étroit a une expression de calme. Les grands yeux en amande, protubérants, sont de style archaïque. La forme de la bouche et des lèvres montre un faible sourire attique. Hauteur : 21 cm.                                                                      | Sanctuaire d'Apollon Ptôos, en Béotie. -540                                  |
| 10    | Kouros de Ptôon (NAMA 10) | Sanctuaire d'Apollon Ptôos, en Béotie. Vers -550                             |
| 12    | Kouros de Ptôon (NAMA 12) | Sanctuaire d'Apollon Ptôos, en Béotie. Vers -520                             |
| 4890  | Κouros de Mérenda (el) Kouros funéraire trouvé en 1972. Il subsiste des traces de peinture. | Mérenda (Attique) -540                                                       |
| 7901  | Stèle du Doryphore (el) (porteur de lance) Stèle figurant un guerrier nu portant une lance. Bas-relief. Couleurs en partie conservées. Marbre de Paros. | Trouvé en remploi dans le mur de Thémistocle, Athènes. -550 / -540           |
| 3728  | Pilier hermaïque de Siphnos Poteau hermaïque : visage de kouros archaïque souriant avec tresses, phallus. Marbre, vers 520 av. J.-C. Hauteur : 66 cm. Provenance : Siphnos. Il est exposé un peu plus loin, avec d'autres piliers hermaïques de différentes époques, dans la salle 31A. | Siphnos vers -520                                                            |
| 29    | Stèle d'Aristion (el) La base porte deux inscriptions : ΑΡΙΣΤΙΟΝΟΣ (« à Aristion ») et ΕΡΓΟΝ ΑΡΙΣΤΟΚΛΕΟΥΣ (« œuvre d'Aristoclès »). Marbre. | Trouvé dans un quartier de l'est d'Athènes, en 1838. vers -520               |
| 3851  | Kouros de Kroisos ou Kouros d'Anavyssos Kouros funéraire en marbre de Paros, 1,94 m, découvert en 1936 dans la nécropole d'Anavyssos, au sud-est d'Athènes. La base de la statue porte une inscription indiquant l'identité du défunt et les circonstances de sa mort. | Nécropole d'Anávyssos (Attique) vers -540/-510                               |
| 1959  | Stèle de l'Hoplitodrome ou Hoplite courant Stèle figurant en bas-relief un jeune coureur, la tête tournée en arrière, coiffé d'un casque d'hoplite. Marbre de Paros, 0,73 × 1,02 m. | Trouvé en 1902 dans le quartier athénien de Thissío (Héphaïstéion) vers -500 |
| 3938  | Kouros d'Aristodikos Kouros funéraire trouvé pendant la Seconde Guerre mondiale par un paysan qui labourait son champ à Kératéa, en Attique. Entré au musée en 1944. Marbre de Paros. La statue porte sur sa base le nom d'Aristodikos, un jeune aristocrate athénien. Le traitement des muscles, le mouvement des bras et la vigueur de l'exécution placent la statue à la fin de la série des kouroi, marquant la transition entre la sculpture archaïque et le premier style classique. | Kératéa, (Mésogée), en Attique -510 / -500                                   |
| 3476  | Base d'un kouros funéraire - Lutteurs (face) ; - Joueurs de balle (à gauche) ; - Combat d'un chien et d'un chat (à droite). | Mur de Thémistocle, Céramique -510 / -500                                    |
| 3477  | Base d'un kouros Autre base d'un kouros funéraire, un peu plus récente : - Hoplites ; - Joueurs d'un jeu ressemblant au hockey. | Mur de Thémistocle, Céramique -500 / -490                                    |

### Sculpture classique

#### Sculptures en marbre et bronze
Les salles 14 à 28 du rez-de-chaussée sont consacrées à la sculpture de l'époque classique, en marbre et bronze.
La salle 14 accueille l'art dit sévère, avec des sculptures provenant du temple d'Aphaïa à Égine, ainsi que des petits bronzes du début du Ve siècle av. J.-C.,.
La statue en bronze du « dieu de l'Artémision » (vers 460 av. J.-C.), qui pourrait représenter Zeus ou Poséidon selon les interprétations (il pourrait aussi bien brandir un foudre qu'un trident), trouvée au fond de la mer, au large du cap Artémision (nord de l'Eubée) et l'un des symboles du Musée national archéologique d'Athènes, est dans la salle 15. Cette statue, haute de 2,09 m est un des rares bronzes grecs originaux du Ve siècle av. J.-C. ; elle pourrait être attribuée à Calamis.
Une copie romaine de l’Apollon à l'omphalos, attribué au même Calamis, est visible à côté.
Cette salle abrite aussi le « disque de Milos » (vers 460 av. J.-C.) et le « relief de l'Initiation » (440 - 430 av. J.-C.), provenant d'Éleusis et représentant Déméter, en compagnie de Perséphone remettant les grains de blé à Triptolème,,,.
| Objet       | Description | Origine et datation |
| ----------- | --- | --- |
| 14984       | Zeus brandissant le foudre Statuette de Zeus, en bronze, brandissant le foudre (attribut symbolisant la foudre). Un aigle (?) se tient sur sa main gauche. | Ambracie, Étolie -490/-480                                                                                              |
| 15161       | Le dieu de l'Artémision « Zeus » ou « Poséidon ». Bronze, attribué à Calamis. 2,09 m de haut. Trouvé en 1928 dans l'épave du cap Artémision, en même temps que le jockey de l'Artémision. L'attribut manque. S'il s'agit du foudre, comme sur la statuette précédente, c'est Zeus, dieu du Ciel. Mais si l'attribut est un trident, c'est son frère, Poséidon, dieu de la mer. Les spécialistes font remarquer les proportions un peu archaïques des membres et de la tête. | Épave du cap Artémision, origine inconnue. vers 460-450 av. J.-C.                                                       |
| 1664        | Minotaure de Myron Fragments assemblés d'une copie romaine d'un groupe original de Myron, représentant Thésée et le Minotaure, Jadis érigé sur une fontaine, près de Saint Démétrios Katéphoris, à Pláka. | Pláka, Athènes. Original vers 450 av. J.-C.                                                                             |
| 45          | Apollon à l'omphalos Copie romaine en marbre pentélique d'un original en bronze de Calamis, du milieu du Ve siècle av. J.-C. Il a été trouvé au théâtre de Dionysos, à Athènes, où il était dressé sur un piédestal en forme d'omphalos, probablement sans rapport avec la statue. | Théâtre de Dionysos, Athènes. Copie romaine du IIe siècle, d'après un original en bronze de Calamis, vers 460 av. J.-C. |
| 3990        | Disque de Milos Fragment d'un disque en marbre insulaire, représentant peut-être Aphrodite. | Milos -460 |
| 126         | Grande stèle des mystères d'Éleusis ou Relief de l'Initiation Stèle en bas-relief de très grandes dimensions. Marbre du Pentélique, 1,52 × 2,20 m. Scène d'initiation aux Mystères d'Éleusis. Selon l'interprétation traditionnelle, Déméter et Perséphone offrent des épis de blé à Triptolème. | Éleusis, 440 av. J.-C.-430 av. J.-C.                                                                                    |
| 156-157-159 | Acrotères et Victoire ailée du temple d'Asclépios à Épidaure Deux acrotères symétriques provenant du temple d'Asclépios à Épidaure. L'interprétation des figures féminines est incertaine. Victoire ailée d'Épidaure de la fin du Ve siècle av. J.-C., en marbre de Paros. | Temple d'Asclépios à Épidaure Fin du Ve siècle av. J.-C.                                                                |

#### Stèles funéraires d'époque classique
Les salles 16 à 18 exposent des stèles funéraires, datant principalement de la fin du Ve siècle av. J.-C. On pense que la fin des travaux de l'Acropole aurait libéré de nombreux artistes qui se seraient alors mis au service des particuliers. Les stèles gagnent en monumentalité avec le temps (jusqu'au décret de 317 av. J.-C. qui cherchait à en limiter la taille) et donc au fil des salles. Les salles exposent aussi des lécythes, vases funéraires blancs, comme le lécythe de Myrrhinè (vers 420 av. J.-C.), trouvé sous la place Sýntagma et donné au musée en 1960, représentant Hermès psychopompe guidant Myrrhiné vers l'Achéron,,.
| Objet | Description | Origine et datation                                             |
| ----- | --- | --------------------------------------------------------------- |
| 3344  | Éphèbe se couronnant lui-même ou « Autostéphanouménos » L'éphèbe, probablement un jeune athlète victorieux, porte la main à son front pour se couronner. La couronne métallique était sertie dans le marbre par dix trous de fixation. Il subsiste des traces de peinture bleue. | Sounion, probablement du temple d'Athéna. -460/-450             |
| 751   | Stèle d'un homme avec un lièvre | Larissa, Thessalie -450                                         |
| 4485  | Lécythe funéraire de Myrrhinè Hermès Psychopompe conduit à Hadès la jeune femme dont le nom est inscrit au-dessus de sa tête. Lécythe funéraire de marbre pentélique, 0,97 × 1,56 m. Au centre de l'image, Hermès Psychopompe (« guide des âmes ») est identifié par sa chlamyde, ses chaussures ailées et son bâton. Il conduit la jeune Myrrhinè vers Hadès. À gauche se trouvent les parents de la défunte, menés par un vieillard, peut-être son père, qui lève la main en un signe de dernier salut. | Nécropole de la place Sýntagma, Athènes. -430/-420              |
| 3845  | Stèle de Mnèsagora et Nikocharès Tombe de deux enfants : les noms des défunts figurent sur l'inscription. Trouvé à Vari, en Attique, dans l'ancien dème d'Anagyrous. Une jeune fille offre de sa main gauche un oiseau à son jeune frère qui s'apprête à l'attraper. L'inscription gravée sur l'épistyle indique que le monument a été érigé par les parents des deux enfants, Mnèsagora et Nikokharès.                                                                                                   | Vári, en Attique. -430                                          |
| 766   | Stèle d'Aristylle et Rhodilla La jeune fille défunte, nommée Aristylla, tient un oiseau ; elle porte un chitôn court et un himation. Elle fait ses adieux à sa mère Rhodilla, assise devant elle, vêtue d'un chitôn. Inscription à la base. | Trouvée au Pirée en 1850. -420                                  |
|       | Stèle du Pirée | -400                                                            |
|       | Stèle d'une tombe béotienne | Béotie                                                          |
| 715   | Stèle d'un jeune homme Stèle en marbre pentélique : le défunt, de face, tient un oiseau et tend la main vers une cage. Un jeune esclave, triste, se tient à ses pieds et un chat est assis sur une console. Probablement de l'atelier du sculpteur Agorakritos, qui a travaillé sur la frise du Parthénon. | Égine -430/-420                                                 |
| 1783  | Stèle votive à Hermès et aux Nymphes Échelos et Basilè | -420/-410                                                       |
| 1500  | Relief votif à Dionysos, peut-être à l'occasion de la représentation des Bacchantes d'Euripide (-405). | -410                                                            |
| 3624  | Stèle d'Hégésô L'épitaphe indique : ΗΓΗΣΩ ΠΡΟΞΕΝΟΥ : « Hègèsô, fille de Proxénos ». La défunte est assise sur une chaise luxueuse. Une servante lui présente une pyxide (boîte à bijoux). Cette stèle d'exception a été souvent attribuée au sculpteur Callimaque. | Athènes, cimetière du Céramique -410/-400                       |
|       | Stèle de Mika et Dion Scène de dexiosis. Inscription : ΜΙΚΑ ΔΙΩΝ. Mika, probablement la défunte, tient dans sa main un miroir dont la symbolique n'est pas claire. | Athènes, cimetière du Céramique -410/-400 C. Clairmont, no 2210 |

#### Copies romaines d'originaux grecs classiques
En salle 20, on peut voir l'« Athéna du Varvakéion », réplique romaine de la statue chryséléphantine du Parthénon, trouvée en 1880 près de l'école athénienne du même nom. L'« Athéna Lenormant » est elle aussi une copie (inachevée) en marbre pentélique, trouvée près de la Pnyx et datant probablement du Ier siècle. Dans la salle suivante, on trouve le « Jockey de l'Artémision » (vers 140 av. J.-C.), retrouvé dans les années 1920, en morceaux épars dans une épave au large du cap Artémision (Eubée). Il a été en partie restauré (ventre et queue du cheval). Une Niké, une couronne dans les mains, est gravée sur la cuisse droite du cheval. On peut aussi voir dans cette salle la copie romaine du Diadumène de Polyclète (Ier siècle). Des éléments de décoration du temple d'Asklépios à Épidaure, dont une « Victoire ailée », acrotère central du fronton, sont en salle 22,,,.
| Objet | Description | Origine et datation |
| ----- | --- | --- |
| 129   | Athéna du Varvakéion Copie romaine du IIe ou IIIe siècle, de petite taille et peu inspirée, de la statue chryséléphantine d'Athéna Parthénos par Phidias. | 1re moitié du IIIe siècle |
| 1826  | Le Diadumène Copie hellénistique ou romaine du Ier siècle av. J.-C., en marbre, de l'original en bronze de Polyclète, daté de 420 av. J.-C. Cette copie ancienne est meilleure que les habituelles copies impériales, plus froides et moins inspirées. Trouvé dans une maison hellénistique, à Délos, en 1890. | Délos Copie romaine du Ier siècle av. J.-C. d'un original de 420 av. J.-C.                                                       |
| 243   | Hermès Criophore Copie romaine du IIe siècle d'un original de la fin du Ve siècle av. J.-C. (description du musée), attribué à Naucydès (Naukydès), sculpteur de l'école de Polyclète, ou adaptation libre romaine du type du Doryphore (Legrand). Statue d'Hermès en marbre pentélique trouvée à Trézène en 1890. Le dieu est nu avec une chlamyde et porte un pétase sur la tête. De la main droite, il serre les cornes d'un bélier assis à côté de lui. | Copie romaine du IIe siècle trouvée à Trézène en 1890. Copie d'après un original attribué à Naukydès, fin du Ve siècle av. J.-C. |

#### Sculptures du second classicisme
Les salles suivantes sont consacrées au « second classicisme », considéré comme plus dramatique, après le déclin d'Athènes, surtout face à la puissance macédonienne. Des stèles funéraires plus tardives sont dans les salles 23 à 27. La stèle dite de l'Ilissós ou du chasseur, datée de 340 av. J.-C. et attribuée à l'atelier de Scopas, sinon au sculpteur lui-même est exposée en salle 23. Un jeune homme, une arme de jet pour la chasse au lièvre à la main, est représenté de face, signe qu'il n'est plus. À ses pieds, se trouvent son chien et son esclave. À ses côtés, de profil (et donc vivant), un homme âgé qui pourrait être son père. À l'entrée de la salle 28 se dresse la stèle, sous forme de naïskos, du guerrier Aristonautes. Datée de 350-325 av. J.-C. et rappelant le travail de Scopas, elle a été retrouvée dans le Céramique. Des bronzes retrouvés au fond de la mer sont en salle 28 : l'« éphèbe de Marathon » (330-325 av. J.-C.) attribué à l'école de Praxitèle et l'« éphèbe d'Anticythère » (340 av. J.-C.),,,.
| Objet | Description | Origine et datation                                            |
| ----- | --- | -------------------------------------------------------------- |
| 774   | Figure d'une Sirène (el) Figure funéraire d'une Sirène, selon la mythologie classique. Buste de femme à corps d'oiseau. La Sirène tient une lyre en carapace de tortue. | Cimetière du Céramique -370                                    |
| 3369  | Relief votif à Amphiaraos Relief votif en forme de temple. Inscription sur la base : ΑΡΧΙΝΟΣ ΑΜΦΙΑΡΑΩ ΑΝΕΘΗΚΕΝ « Archinos a dédié à Amphiaraos ») Trois scènes dans l'ordre chronologique : le chirurgien opère un jeune homme à l'épaule ; puis, la nuit, celui-ci est visité en rêve par un serpent guérisseur ; enfin, guéri, il consacre une stèle à Amphiaraos, héros médecin.                              | Amphiaréion d'Oropos 1re moitié du IVe siècle av. J.-C.        |
| 4464  | Monument au cheval Stèle funéraire. Un jeune écuyer éthiopien retient le cheval couvert d'une peau de panthère. | Trouvé à Colonos, Athènes. 1re moitié du IIIe siècle av. J.-C. |
| 3602  | Tête d'Hygie Tête d'une statue d'Hygie, déesse de la santé. Trouvée en 1901 dans les fouilles de Tégée. Marbre. Œuvre attribuée à Scopas. | Tégée -360                                                     |
| 13396 | Éphèbe d'Anticythère Bronze, 1,98 m. Trouvé en 1901 dans l'épave d'Anticythère, en même temps que le mécanisme d'Anticythère et la tête du philosophe (es). L'éphèbe pourrait être Pâris, offrant à Aphrodite une pomme dorée en échange de l'amour d'Hélène. On a aussi proposé Héraclès présentant à Aphrodite la pomme d'or des Hespérides, ou bien le héros Persée brandissant la tête de la Gorgone Méduse. | Épave d'Anticythère, origine inconnue. -340                    |
| 3614  | Combat d'Amazones Combat de deux Amazones contre un guerrier grec, en marbre pentélique. Probablement une stèle funéraire. | Athènes IVe siècle av. J.-C.                                   |
| 15118 | Éphèbe de Marathon Bronze, 1,30 m, attribué à l'école de Praxitèle. La statue a été découverte en mer par des pêcheurs, en 1925, dans la baie de Marathon. L'éphèbe porte un bandeau orné d'une feuille ou d'une corne. Son geste et son attitude ne sont pas compris de façon certaine. | Baie de Marathon -330/-325                                     |
| 869   | Stèle du chasseur (el) Grande stèle funéraire trouvée dans le lit de l'Ilissós. Un athlète défunt, en compagnie de son père. Au bas de la stèle figurent un petit esclave et un chien, tristes. La stèle est dans le style de Scopas. | Athènes -340/-320                                              |
|       | Naïskos de Nicomède Naïskos de Nicomède et son mari. | IVe siècle av. J.-C.                                           |
|       | Naïskos funéraire | -330/-325                                                      |
| 738   | Naïskos d'Aristonautès Naïskos trouvé au Céramique en 1864. Le nom d'Aristonautès est indiqué par une inscription sur l'épistyle. | Cimetière du Céramique -320                                    |
| 833   | Naïskos de Rhamnonte Élément d'un naïskos de l'enceinte funéraire d'Hiéroclès, à Rhamnonte. Marbre pentélique. | Rhamnonte -325/-300                                            |

### Sculpture hellénistique et romaine

#### Sculptures hellénistiques
Les sculptures hellénistiques sont rassemblées dans les salles 29 et 30 du rez-de-chaussée. On y trouve ainsi des statues monumentales de Thémis ou de Poséidon (130 av. J.-C.). Le célèbre groupe d’Aphrodite et Pan (vers 100 av. J.-C.), en marbre de Paros, provenant de Délos, où la mythologie le dispute à l'érotisme est visible en salle 30,,.
| Objet | Description | Origine et datation                                                 |
| ----- | --- | ------------------------------------------------------------------- |
| 6439  | Tête d'un boxeur Tête de bronze d'un pugiliste, trouvée à Olympie. Nez écrasé et oreilles déformées d'un boxeur, sans doute vainqueur, puisqu'il reste deux feuilles d'olivier dans ses cheveux. Œuvre de Silanion, proche de Platon. | Olympie, fouilles de l'Altis -330                                   |
| 13400 | Tête du philosophe (es) d'Anticythère Tête en bronze trouvée dans les vestiges de l'épave d'Anticythère en 1901. Figure peut-être un philosophe cynique. Barbe et moustache typiques des représentations de philosophes. Subsistent également les pieds du personnage et des fragments de sa tunique.                                                                                          | Épave d'Anticythère, origine inconnue. vers -240                    |
| 14612 | Tête masculine en bronze Expression d'inquiétude devant un avenir incertain. | Palestre de Délos Début du Ier siècle av. J.-C.                     |
| 366   | Tête d'Alexandre le Grand Tête en marbre pentélique, trouvée au Céramique, à Athènes. Alexandre porte une peau de lion, attribut commun sur ses portraits monétaires qui fait allusion à son ascendant mythique, le héros Héraclès. Les lettres gravées sur le visage sont postérieures. | Cimetière du Céramique, Athènes -300                                |
| 231   | Thémis de Rhamnonte Statue dédiée à Thémis par Mégaclès. Marbre pentélique. Trouvée au temple de Némésis à Rhamnonte. | Rhamnonte vers -300                                                 |
|       | Stèle funéraire Stèle funéraire du IIe siècle av. J.-C., trouvée sur l'île de Rhénée, en face de Délos. Elle montre une défunte, une jeune esclave à ses pieds, portant un éventail. | Rhénée -150                                                         |
| 15177 | Cavalier de l'Artémision ou Jockey de l'Artémision Trouvé en même temps que le dieu de l'Artémision, en 1926, dans une épave. Le cheval, autant que l'enfant jockey, se concentrent au moment de l'effort final. Il n'est pas certain que les deux éléments appartiennent à l'origine au même groupe. Le corps et la queue du cheval ont été restaurés. Bronze. Longueur : 2,90 m.             | Trouvé dans une épave au large du cap Artémision vers 140 av. J.-C. |
| 247   | Gaulois blessé de Délos Marbre de Paros. Trouvé à Délos en 1882 en plusieurs fragments, tête replacée en 1973. Probablement sculpté par Agasias d'Éphèse, vers -100. Expression de douleur, blessure à la cuisse, genou et casque à terre. La série des Galates ou Gaulois blessés commémore les luttes d'Attale Ier et Eumène II de Pergame sur les Galates aux IIIe et IIe siècles av. J.-C. | Délos -100                                                          |
| 3485  | Enfant avec un chien (el) Statuette en marbre d'un garçon avec un chien, trouvée en Asie Mineure et apportée à Athènes par des réfugiés, en 1922. Le jeune enfant est surnommé « Το προσφυγάκι » (le petit réfugié). Il porte une cagoule attachée sous le cou et tient un petit chien dans ses bras. Hauteur 0,63 m.                                                                          | Gerontikon, à Nyssa, en Asie Mineure Ier siècle av. J.-C.           |
| 2772  | Enfant au canard Statuette en marbre représentant un garçon appuyé sur un pilier, sur lequel est posé un canard. Le jeune garçon porte un ruban dans ses cheveux, le visage souriant tourné vers le canard. Hauteur 0,86 m. | Ancienne Lilaia (en), près de Lamia. IIIe siècle av. J.-C.          |
| 3335  | Groupe d'Aphrodite, Pan et Éros Aphrodite menace Pan de sa sandale. | Délos Vers -100                                                     |
| 235   | Poséidon de Milos Statue hellénistique colossale, provenant d'un sanctuaire de Poséidon à Mélos. Elle est probablement due à un sculpteur local des Cyclades. Un dauphin sert d'appui à la jambe droite. | Milos -130                                                          |
|       | Masques de théâtre |                                                                     |

#### Sculptures romaines
Les sculptures romaines quant à elles se trouvent en salles 31 à 33 du rez-de-chaussée. On peut y voir des portraits impériaux, ainsi qu'une partie d'une statue équestre d'Auguste, en bronze. La salle 31A abrite toute une collection de poteaux hermaïques ainsi que des bustes d'éphèbes et de cosmètes (qui supervisaient l'entraînement des éphèbes dans les gymnases) provenant du gymnase de « Diogène » à Athènes,.
| Objet | Description | Origine et datation           |
| ----- | --- | ----------------------------- |
| 23322 | Statue équestre d'Auguste (de) Fragment d'une statue équestre d'Auguste en bronze, produite en Grèce. Partie haute du corps seule trouvée au large de l'Eubée en 1979.                                                     | Trouvée en mer Égée vers -10. |
| 1828  | Statue colossale Statue colossale d'un homme nu, un manteau sur l'épaule, dans le style de Polyclète. Trouvé à Délos en 1894, dans la maison du Diadumène.                                                                 | Délos -80/-50                 |
|       | Stèle funéraire | Ier siècle                    |
| 439   | Tête de l'empereur Claude Claude est représenté couronné. | Ier siècle                    |
| 3729  | Tête colossale d'Hadrien Expression sévère et belles boucles de cheveux. | Athènes IIe siècle            |
| 417   | Buste d'Antinoüs Buste d'Antinoos, jeune favori de l'empereur Hadrien. | Patras IIe siècle             |
| 4810  | Buste d'Hérode Atticus Trouvé à Kifissia, dans une des villas d'Hérode Atticus. | Kifissia IIe siècle           |
| 261   | Ménade endormie Statue du type de l’Hermaphrodite endormi attribué à Polyclète. La Ménade repose sur une peau de panthère. Trouvée au sud de l'acropole d'Athènes. Époque d'Hadrien. Marbre pentélique. Longueur : 1,36 m. | Acropole d'Athènes IIe siècle |
| 1186  | Sarcophage au sanglier de Calydon Sarcophage représentant la chasse au sanglier de Calydon. | IIe siècle                    |

### Petits objets
Les salles 36 à 39 du rez-de-chaussée sont consacrées aux petits objets de bronze, dont une bonne partie provient de la « collection Karapános », fruit des fouilles faites par ce dernier à Dodone en 1875-1877. La salle 36 propose des objets de l'époque géométrique : figurines animales et humaines, des bijoux placés dans une tombe reconstituée et des chaudrons (IXe siècle av. J.-C.). Des tablettes votives et des masques provenant du sanctuaire de Zeus à Dodone s'y trouvent aussi, à côté de statuettes des VIe et Ve siècles av. J.-C. : un Zeus brandissant son foudre, un cavalier (identifié comme un des Dioscures) formant une paire avec une statuette similaire au Louvre, un joueur de flûte et une divinité féminine (peut-être Aphrodite). Le sanctuaire d'Olympie a fourni la majorité des objets de la salle 37 : des panneaux (vers 600 av. J.-C.) avec des aigles, des griffons, Héraclès tirant sur un centaure et une « maîtresse des animaux », des armes et armures et une tête de Zeus (vers 520-510 av. J.-C.). La salle 38 abrite les découvertes faites sur l'Acropole dont une Athéna Promachos du début du Ve siècle av. J.-C. ou des créatures mythologiques. On peut aussi y voir la « machine d'Anticythère » (vers 80 av. J.-C.) retrouvée au large de cette île avec d'autres objets exposés dans la même salle. C'est le plus ancien mécanisme à engrenages connu. De nombreuses interprétations ont été proposées. Le musée considère qu'il s'agit d'un instrument de navigation. Une reconstitution moderne est proposée à côté. La salle 39 expose la reconstitution, autour des fragments d'origine, d'un harnachement et d'un char,,. La statue hellénistique dite « dame de Kalymnos », jusque-là exposée en salle 39, est retournée sur l'île où elle avait été découverte en 1994 : elle est la pièce principale du musée local.

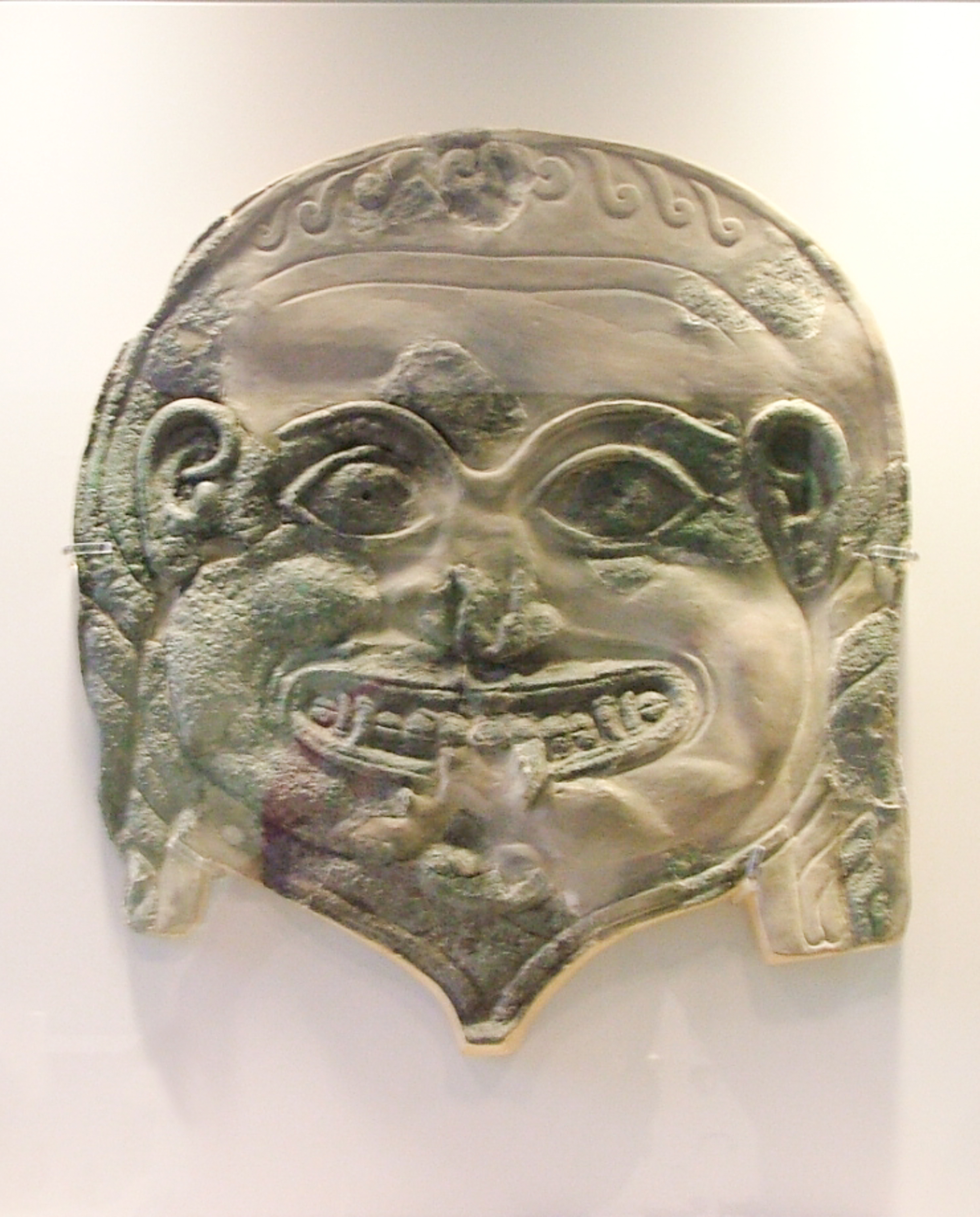
15917 Tête de Gorgone en bronze, provenant du temple d'Athéna Chalkioikos à Sparte. Vers -500.
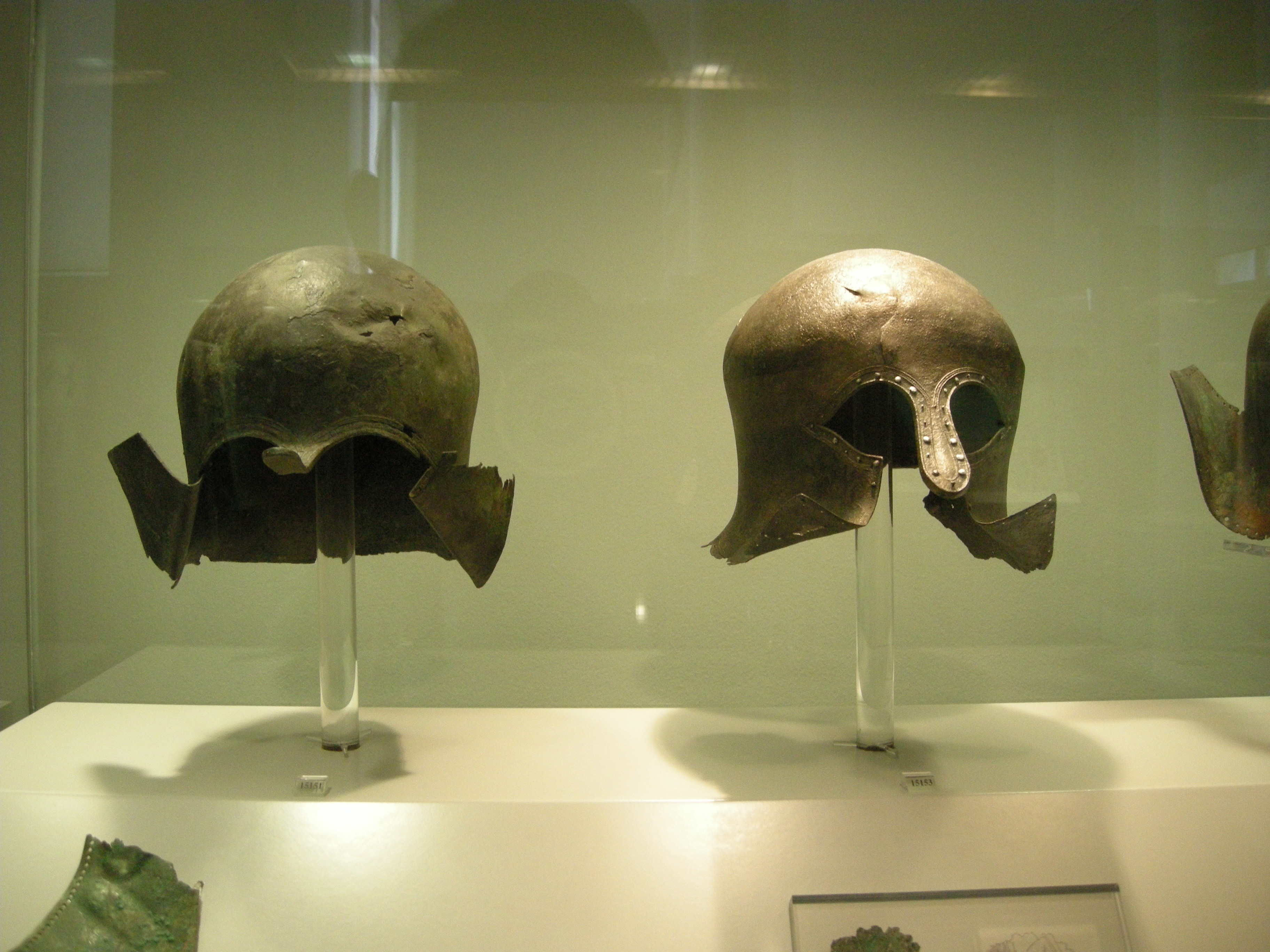
15151-15153 Casques de bronze de type corinthien, sanctuaire d'Olympie, VIIe et VIe siècles av. J.-C.
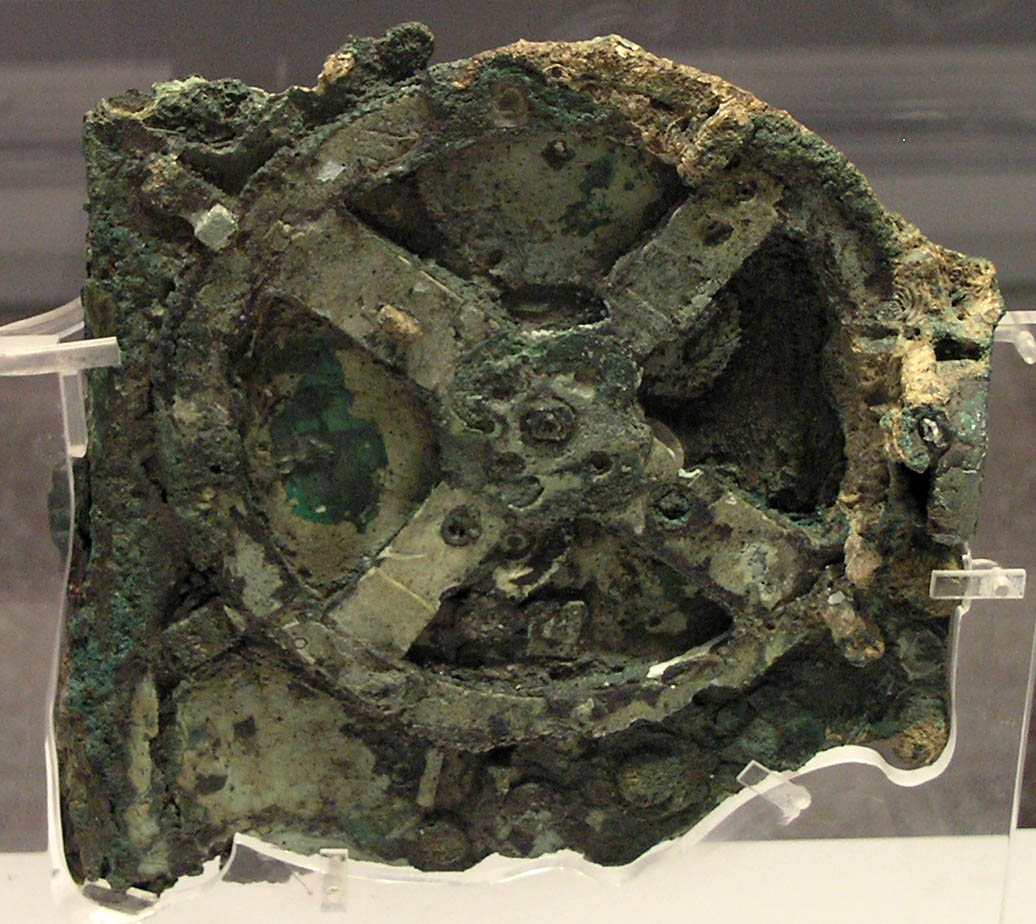
15987 « Machine d'Anticythère ». Vers 80 av. J.-C., bronze.

| Objet   | Description                                                                                           | Origine et datation  |
| ------- | --- | -------------------- |
| 30      | Statuette d'Hermès au bélier Statuette de céramique, avec des restes de couleurs. Art béotien.        | Béotie -440          |
| 7913    | Hydrie figurant Dionysos Hydrie en bronze. Dionysos s'appuie sur un satyre.                           | -400                 |
| 313     | Miroir figurant Achille Couvercle de miroir en laiton, représentant Achille et Trôïlos.               | Corinthe -320        |
| 356-357 | Filets à cheveux Deux filets à cheveux en or semblables, avec petits bustes d'Aphrodite et d'Artémis. |                      |
| 379     | Naïskos avec Dionysos ivre Naïskos en or, figurant Dionysos ivre, avec un satyre et une panthère.     | IIe siècle av. J.-C. |

#### Collection Stathátos
La collection Stathátos doit son nom aux donateurs et bienfaiteurs grecs Antónis et Eléni Stathátos. La collection comprend environ 1 000 objets, principalement des bijoux, ainsi que des objets en métal, des vases et des poteries de l'âge du bronze moyen à l'ère post-byzantine. Les éléments remarquables sont les bijoux en or de la période hellénistique de Karpenísi et de Thessalie.

#### Fresques d'Akrotiri
Dans la suite de la visite, les fresques polychromes d'Akrotiri, sur l'île de Santorin, sont exposées en haut de l'escalier, au premier étage, salle 48. Voir ci-dessus, dans l'ordre chronologique.

### Céramiques, petits objets
Le premier étage (salles 49 à 56) expose des céramiques et des petits objets. En plus d'une présentation chronologique des céramiques antiques (du XIe siècle av. J.-C. à l'époque romaine), les objets sont regroupés par thèmes : sanctuaires importants (salle 52), coutumes funéraires (salle 53) et la femme et l'enfant (salles 55 et 56).

#### Vases mycéniens et d'époque géométrique

Plan du premier étage.

La salle 49 est consacrée aux céramiques attiques allant de la fin de l'époque mycénienne à l'époque géométrique. Elles permettent de voir la disparition progressive des décors naturalistes qui laissent la place à des formes géométriques. Les soixante-huit vases trouvés dans la tombe, dite « d'Isis » en raison de la présence d'une statuette de cette déesse, à Éleusis sont représentatifs de la période protogéométrique (Xe siècle av. J.-C.) où les motifs sont faits uniquement de lignes, losanges ou cercles. L'une des pyxides contenait une substance blanche à base de kaolin qui aurait pu avoir une fonction cosmétique. Au géométrique, la figure humaine réapparaît, stylisée. Les vases du Maître du Dipylon (appelés ainsi car son atelier se trouvait près de cette porte monumentale d'Athènes) ou ceux du peintre de Hirschfeld en sont des exemplaires caractéristiques,,.

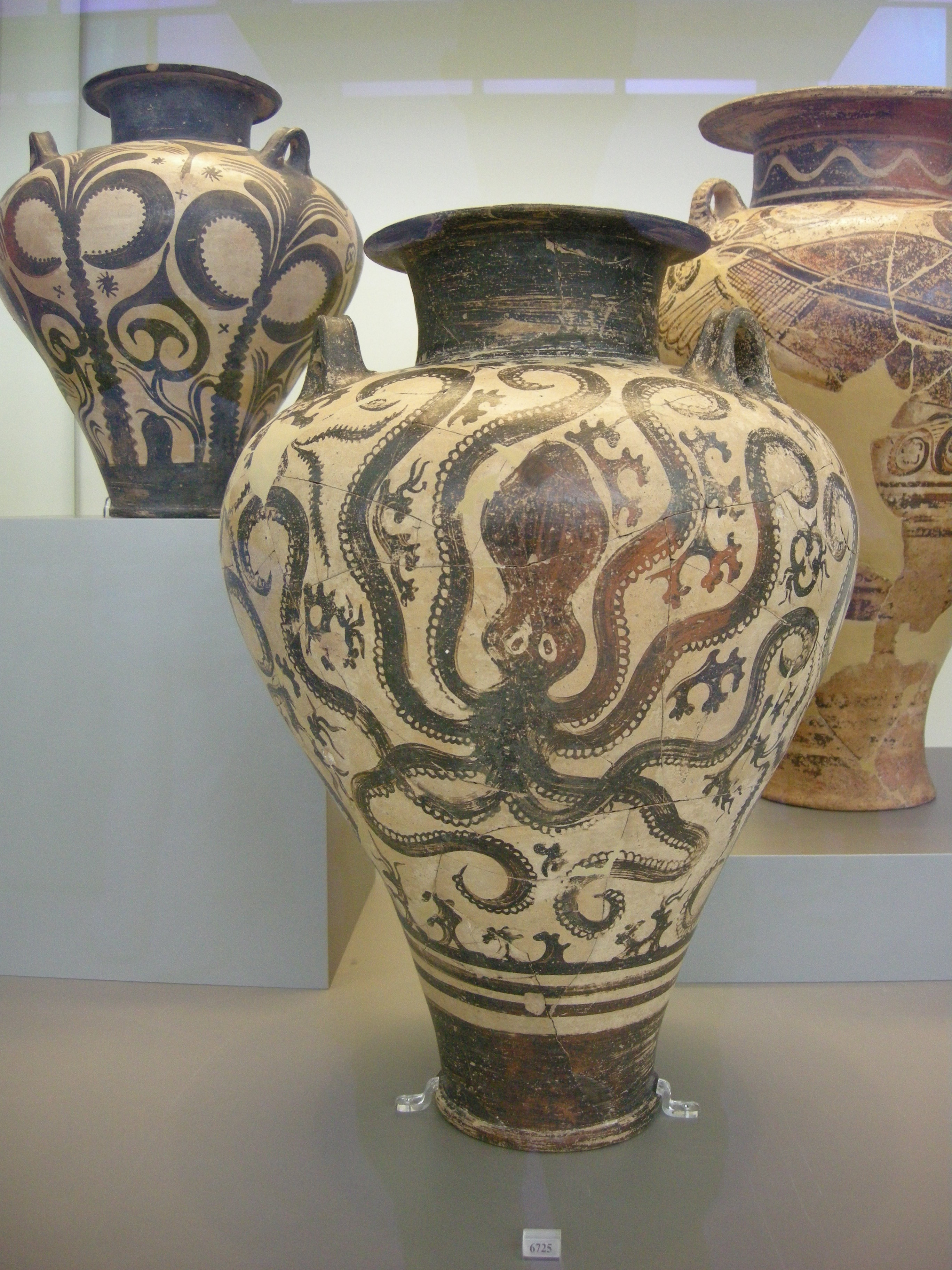
Vase à décor de poulpe
vers le XVe siècle av. J.-C.
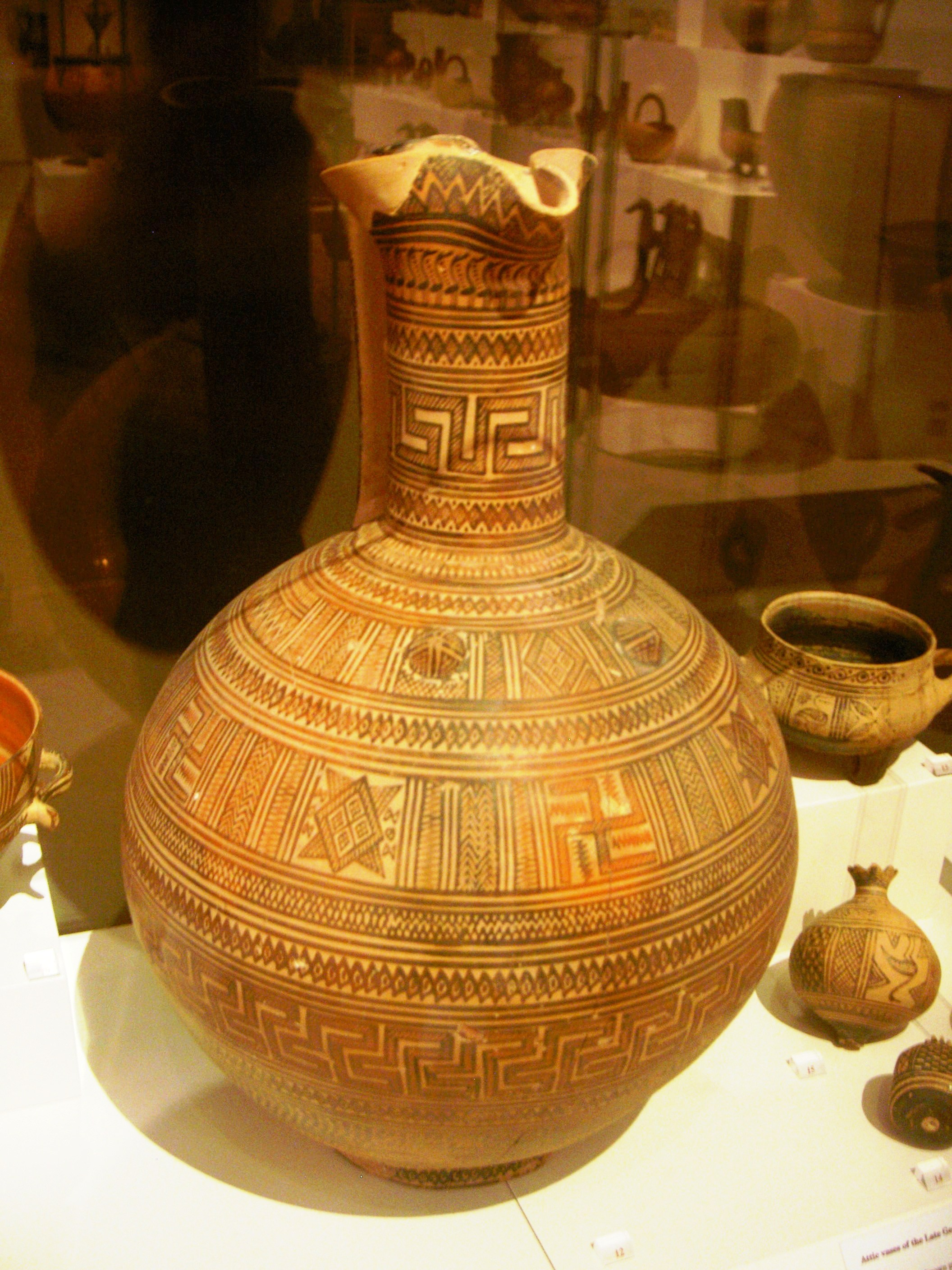
Œnochoé protogéométrique
Xe siècle av. J.-C.

| Objet | Description | Origine et datation                                                                  |
| ----- | --- | ------------------------------------------------------------------------------------ |
| 80847 | Vase avec un char Vase mycénien, avec un char, deux hommes sur le char et un autre devant, tenant un bâton. | Âge du bronze tardif, ca. XVe / XIIIe siècles av. J.-C.                              |
| 6725  | Amphores mycéniennes (el) Trois amphores mycéniennes à décor de poulpes et de palmiers. | Deuxième tombe du cimetière mycénien de Prósymna, près d'Argos. XVe siècle av. J.-C. |
| 1426  | Cratère aux Guerriers Guerriers équipés de chitôn, armure, bouclier, lance. | Mycènes, cercle A des tombes. XIIe siècle av. J.-C.                                  |
| 804   | Amphore du Dipylon Grande amphore funéraire à décor géométrique. Hauteur : 1,60 m. | Cimetière du Dipylon, Athènes VIIIe siècle av. J.-C.                                 |
| 990   | Grand cratère géométrique du Dipylon ou Cratère de Hirschfeld Scène de cérémonie funéraire. | Cimetière du Dipylon, Athènes VIIIe siècle av. J.-C.                                 |
| 192   | Œnochoé du Dipylon Œnochoé de style géométrique tardif, trouvée en 1871. Elle porte l'« inscription du Dipylon » qui constitue, avec celle de la « Coupe de Nestor de Pithécusses », le plus ancien exemple connu de l'usage de l'alphabet grec. | Cimetière du Dipylon, Athènes Vers -740                                              |
| 313   | Hydrie d'Analatos Grande hydrie funéraire proto-attique à figures noires. | « Peintre d'Analatos » Vers -700                                                     |

#### Céramique hors de l'Attique
La salle 50 présente la production de céramique provenant des autres régions de Grèce ainsi que des vases de « style orientalisant ». On y trouve la statuette féminine en terre cuite qui a servi de modèle pour une des deux mascottes des Jeux olympiques d'Athènes en 2004, en l'occurrence « Athiná ». On peut aussi y voir des terres cuites de Thessalie, Santorin ou Chypre. La salle suivante (no 51) propose des vases provenant des Cyclades en général, de Paros en particulier, de Corinthe, d'Eubée et d'Attique et présentant les premières figures noires comme l'amphore du peintre de Nessos (VIIe siècle av. J.-C.),,.

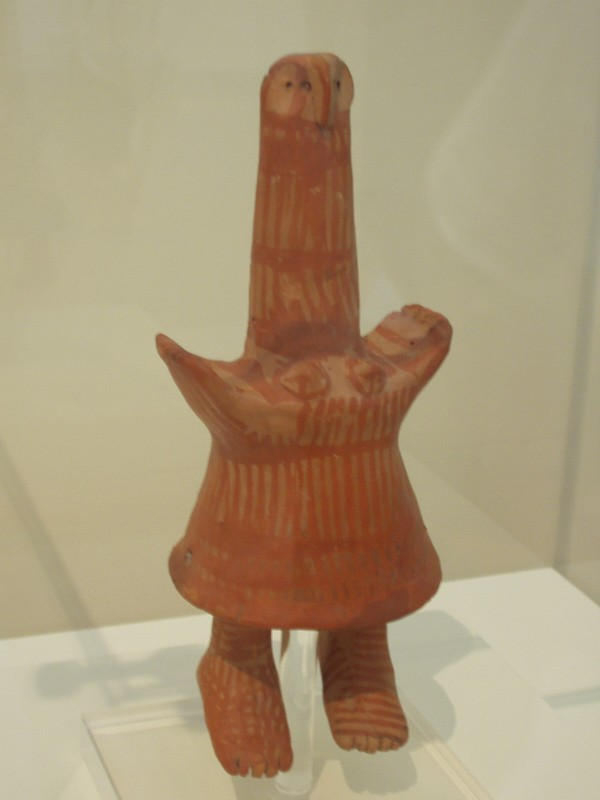
Figurine de terre cuite, VIIe siècle av. J.-C., atelier de Thèbes, modèle pour la mascotte des Jeux olympiques d'Athènes en 2004.
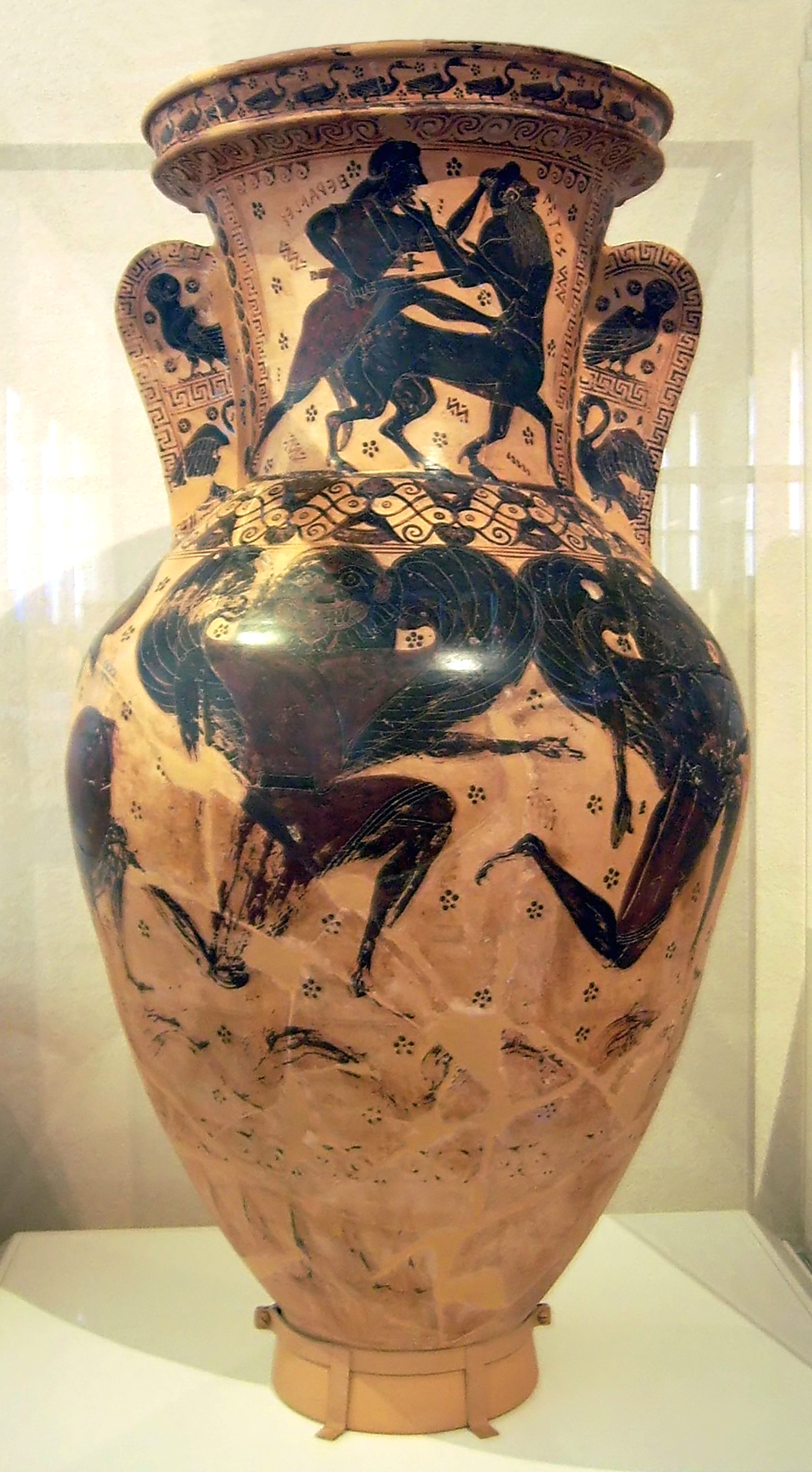
Amphore attique, (VIIe siècle av. J.-C.), peintre de Nessos.

#### Céramique attique à figures noires
Les salles 52 et 53 exposent des céramiques attiques à figures noires : trois amphores (VIe siècle av. J.-C.) et un cratère par le peintre Sophilos représentant Héraclès affrontant Nérée (salle 52) et des lécythes ou une coupe portant la signature d'Exékias (salle 53). On peut aussi voir dans la salle 52 des tablettes de bois peint (VIe siècle av. J.-C.) provenant de la grotte de Pitsa en Corinthie et totalement uniques. Elles représentent une procession féminine. Des céramiques de Béotie (VIe siècle av. J.-C.), dont les « coupes à oiseaux » nommées ainsi en raison de leur motif principal (un oiseau aux ailes déployées), se trouvent également en salle 52. Les petits objets trouvés dans le sanctuaire d'Héra (Héraion) d'Argos (VIe et Ve siècles av. J.-C.) permettent de se faire une idée de la vie quotidienne d'alors. Des éléments des temples d'Apollon à Thermos (métopes et antéfixes) et d'Artémis à Laphria (acrotère) complètent cette salle 52,,.
| Objet | Description | Origine et datation                      |
| ----- | --- | ---------------------------------------- |
| 1002  | Héraclès combat le centaure Nessos Selon une légende étolienne, Héraclès terrasse le centaure Nessos sur les bords de l'Evénos. Une Gorgone court vers la droite. Derrière elle, Méduse est décapitée par Persée. Une des premières scènes à figures noires. Amphore funéraire attique, fin du VIIe siècle av. J.-C. | Le Pirée -620/-610                       |
| 353   | Chars et conducteurs de chars Amphore proto-attique à figures noires. Hauteur : 1,10 m | Le Pirée « Peintre du Pirée » -625/-600  |
|       | Gorgone Plat attique à figures noires. | « Peintre d'Anagyrous » -600/-575        |
|       | Casque en forme de miroir Amphore attique à figures noires. | Phalère -575/-550                        |
|       | Héraclès et l'hydre de Lerne Amphore attique à figures noires. Héraclès extermine l'hydre de Lerne avec l'aide d'Iolaüs, sous les yeux d'Athéna et Hermès. | Érétrie -550                             |
| 440   | Héraclès et le lion de Némée Cratère attique à figures noires. | Thespies « Peintre du Louvre » -550/-540 |
|       | Jeune homme combattant un lion Coupe laconienne à figures noires. | Sorrente -550/-540                       |
|       | Conducteur de quadrige, attendant le départ Vase à figures noires. | -510                                     |
|       | Tête de cheval Vase attique à figures noires. | VIe siècle av. J.-C.                     |
|       | Chimère Vase attique à figures noires. |                                          |
|       | Thésée et le taureau de Marathon Lécythe à figures noires. | « Peintre d'Édimbourg » Érétrie -500     |
|       | Le navire amphibie de Dionysos Coupe à figures noires. | « Peintre de Thésée » -500               |
|       | Thésée tue le Minotaure Vase à figures noires. | -480                                     |
|       | Lutteurs Vase à figures noires. |                                          |

#### Céramique attique à figures rouges
La salle 54 permet de suivre le passage des figures noires aux figures rouges, à la charnière des VIe et Ve siècles av. J.-C., peut-être à l'initiative du peintre d'Andokidès qui travaillait à ce moment-là au Céramique à Athènes. Cette salle expose des vases d'Euphronios et de Douris ainsi que des rhytons en forme de tête d'« Éthiopiens ». La salle suivante (no 55) expose la pélikè du peintre de Pan (470 av. J.-C.) représentant Héraclès tuant Busiris et des céramiques à fond blanc (principalement des lécythes). Enfin, la salle no 56 propose des céramiques à figures rouges (Ve et IVe siècles av. J.-C.) provenant d'Attique, de Béotie et de Corinthe ainsi que des céramiques de la fin du IVe siècle av. J.-C., polychromes et foisonnantes de détail, dites du « style de Kertch » (en Crimée). Des scènes de compétitions sportives ornent des amphores attiques. On peut aussi voir un épinétron (objet servant à filer que les femmes posaient sur leur cuisse), des amphores panathénaïques (prix pour les vainqueurs de ces compétitions) et des gobelets servant aux Anthestéries (fêtes en l'honneur de Dionysos),,.

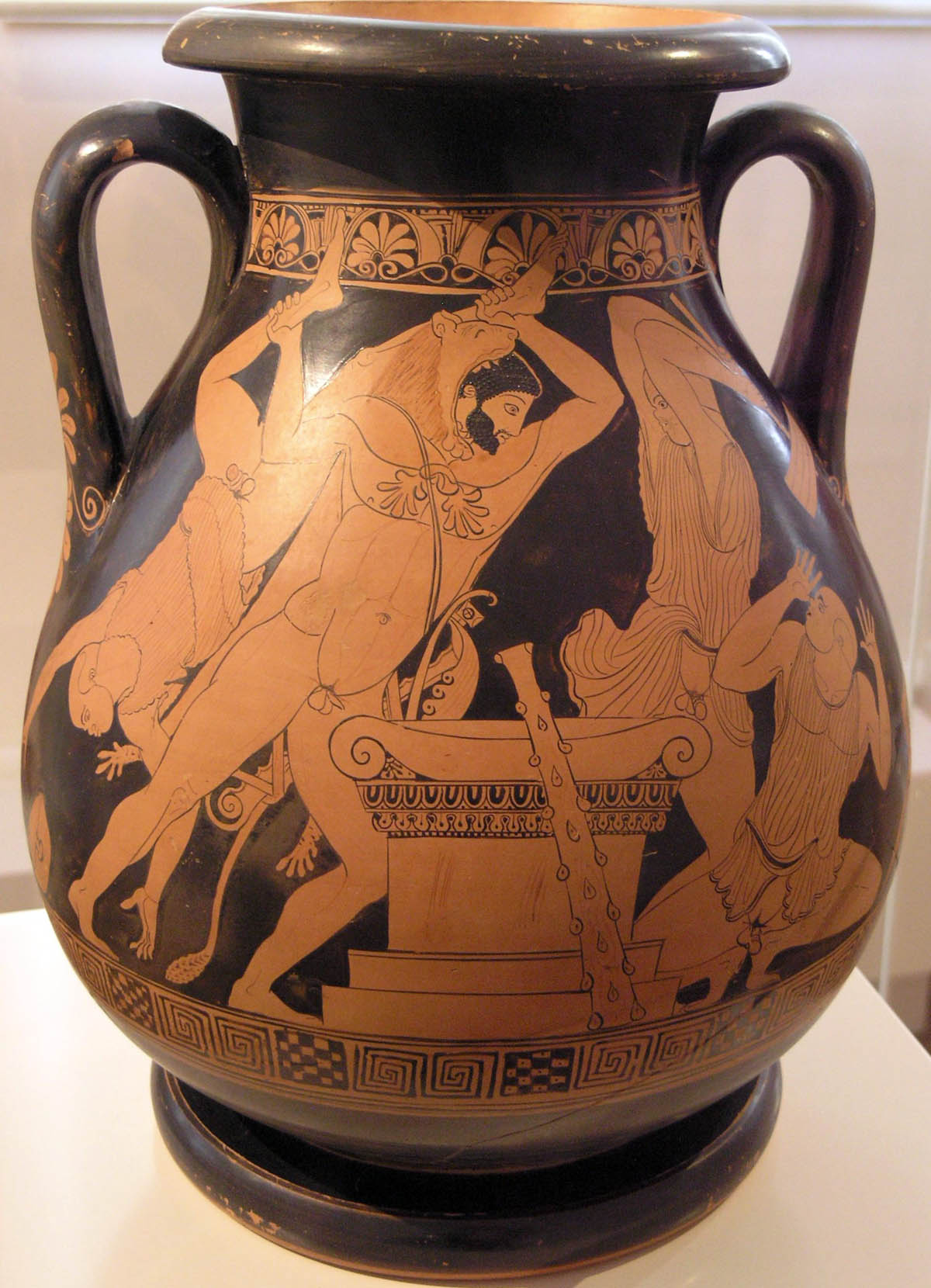
Pélikè : Héraclés tuant Busiris, vers 470 av. J.-C., peintre de Pan.
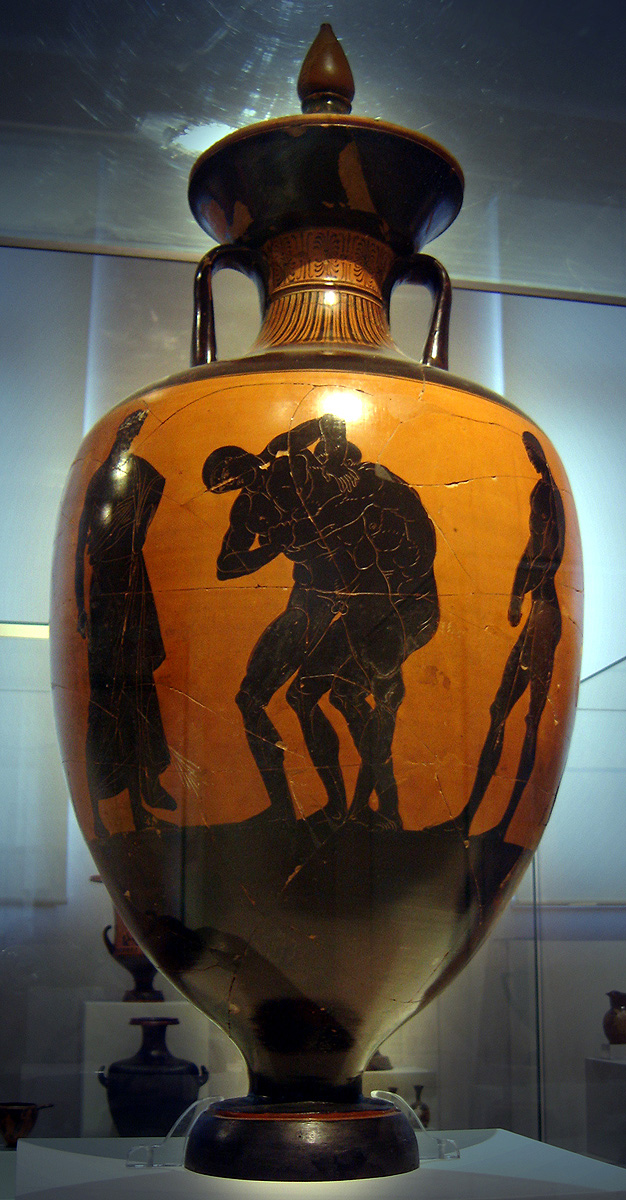
Amphore panathénaïque, scène de lutte, 360-359 av. J.-C., trouvée à Érétrie.

| Objet        | Description | Origine et datation                               |  |
| ------------ | --- | ------------------------------------------------- |  |
| 1333         | Pélikè de la Gigantimachie Quatre Géants combattent au corps-à-corps, sous les yeux d'Arès encadré par les Dioscures. Vase à figures rouges. |                                                   |  |
|              | Héraclès et Antée Kylix à figures rouges. | -500                                              |  |
|              | Thésée Vase attique à figures rouges. | -470                                              |  |
|              | Combat d'un hoplite grec et d'un guerrier perse Kylix à figures rouges. | Ve siècle av. J.-C.                               |  |
|              | Homme poursuivant une femme Rhyton à figures rouges. | « Peintre de la Villa Julia » Anavyssos -460/-450 |  |
|              | Sappho fait une lecture à ses amis Vase à figures rouges. | Cercle de Polygnote -440/-430                     |  |
|              | Hadès et Déméter Hadès avec une corne d'abondance ; Déméter avec un sceptre et un araire. Pélikè à figures rouges. | « Peintre d'Oreste » -440/-430                    |  |
|              | Un jeune homme donne de l'argent à une hétaïre Pélikè attique à figures rouges. | Polygnote ? -430                                  |  |
|              | Bellérophon tue la Chimère Épinétron attique à figures rouges. | -425/–420                                         |  |
|              | Scènes de gynécée Lébès nuptial attique à figures rouges. | -430                                              |  |
| 18073        | Le premier enlèvement d'Hélène par Thésée Hélène enfant est enlevée par Thésée qui porte une lance. Stamnos à figures rouges. | -430/-420                                         |  |
|              | Démons ailés Pyxide à figures rouges. |                                                   |  |
|              | Victoire couronnant un athlète Vase à figures rouges. |                                                   |  |
| 12486, 12487 | Canthares béotiens Canthares à figures rouges, figurant une scène de banquet de héros chthonien et une autre montrant Bellérophon et Pégase. | Œuvres béotiennes                                 |  |
| 15113        | Atalante et Méléagre à la chasse au sanglier de Calydon Amphore attique à figures rouges. | -400/-375                                         |  |
| 9683         | Héraclès tuant Busiris Pélikè maniériste à figures rouges du peintre de Pan, fin de l'époque archaïque. Héraclès tue Busiris, roi d'Égypte, et ses serviteurs. Des Égyptiens portent les ustensiles du sacrifice sur l'autel, au premier plan, devant duquel repose une massue. | Peintre de Pan. vers -470                         |  |
| 11036        | Tablette de Ninnion Plaque votive en terre cuite à figures rouges. Déméter et Perséphone accueillant une procession des Mystères d'Éleusis. | Éleusis Milieu du IVe siècle av. J.-C.            |  |
|              | Thésée tuant le Minotaure Vase à figures rouges. |                                                   |  |

### Collection égyptienne
Les salles 40 et 41 du rez-de-chaussée sont consacrées à la collection égyptienne du musée, la seule collection de ce type en Grèce. Elle compte 6 000 œuvres, dont 1100 sont présentées. Elle a été offerte principalement par deux Grecs installés en Égypte, Ioánnis Dimitríou, originaire de Lemnos, qui vécut à Alexandrie et fit don de sa collection entre 1880 et 1885, et Aléxandros Rostovítz, du Caire, qui fit de même en 1904,.
La collection, du Ve millénaire av. J.-C. à 354 de notre ère, organisée de façon chronologique par l'ancien conservateur Periklís Kourachánis, propose des papyrus, des hiéroglyphes, des vases canopes, des scarabées, des sarcophages et des momies, ainsi qu'une statue assise du scribe royal Rahotep et une statuette d’un jeune homme nommé Hapi. Certaines statues rappellent les liens entre l'Égypte et la Grèce. Celle de la princesse-prêtresse Takushit (715 av. J.-C.) est très proche plastiquement des korai, tandis que le buste d'Alexandre le Grand évoque l'Égypte hellénistique. On peut aussi voir une statue d'Isis provenant d'un temple à Marathon et des portraits du Fayoum,.
| Objet | Description | Origine et datation                 |
| ----- | --- | ----------------------------------- |
| 11    | Statue du scribe royal Rahotep Granite rose. Provient du mastaba de Rahotep à Saqqarah. Ancien Empire, cinquième dynastie, 2465-2323 av. J. C. | Saqqarah Ancien Empire, Ve dynastie |
| 110   | Statue de la princesse-prêtresse Takushit Statue creuse, en fonte d'alliage de cuivre.                                                         | Alexandrie -715 ou -670             |
| 8234a | Masque funéraire égyptien Masque funéraire en cartonnage.                                                                                      |                                     |
| 1627  | Portrait funéraire du Fayoum Encaustique (cire d'abeille et résine) sur bois.                                                                  | Fayoum                              |
| 3426  | Statue d'Isis-Tyché-Pélagia Marbre. Trouvée dans les fouilles d'un temple à Marathon.                                                          | Marathon Ier / IIe siècles          |